# 消防及救護學院
消防及救護學院（英語：Fire and Ambulance Services Academy），位於香港新界西貢區將軍澳百勝角路11號，邵氏影城的北面，由29幢建築物組成，項目以設計與建造合約形式批出，由中國建築擔任總承建商，由建築署擔任項目經理，美國Moore Ruble Yudell建築師事務所擔任設計建築師及李景勳、雷煥庭建築師有限公司擔任本地建築師；項目佔地約15萬8千平方米，於2012年12月5日動工，最初預計於2015年10月竣工，後來以2016年3月落成啟用為目標。取代位於新界八鄉的消防訓練學校、消防處救護訓練學校、消防駕駛訓練學校、臨時駕駛訓練場地及坍塌搜救專隊訓練場，及延續上述的設施，還設有消防教育中心，成為消防處的主要展示消防處歷史及運作與及員工培訓場地之一。消防及救護學院隸屬於香港消防處行動支援及專業發展總區。

## 歷史

### 前導
由於現代消防及救護人員須要面對更為複雜的緊急事故，為了應付不斷在急速轉變的訓練及培育訓練需求，使到消防及救護人員能夠具備最先進的滅火及救援技巧，加上位於八鄉的消防訓練學校漸見落後，設施不足，只配備了基本的滅火及救援訓練設施（包括3座訓練塔和1個操場；最多可以218名學員接受留宿訓練）；附設於馬鞍山消防局的消防處救護訓練學校（最多可以86名學員接受留宿訓練，使用率已經達到飽和度，未能夠應付未來不斷上升的訓練人數。同時，操場面積亦有所限，最多可以容納40名學員同時使用）、於1986年創立及附設於油塘消防局的駕駛訓練學校及位於啟德的臨時駕駛訓練場地亦相繼不敷應用。為了提高訓練水平及專業質素，於2000年代開始，消防處建議於將軍澳百勝角興建一所現代化及達到國際級頂尖水平的消防訓練學院。

### 沿革
2008年4月1日，消防處就消防訓練學院的選址及設施建議諮詢了西貢區議會。同年6月3日在立法會的會議上，消防處首次提出正式重新興建消防訓練學校，以擴充場地應付日益增加的訓練需求，以及引進專門的模擬訓練設施。
2010年5月4日，消防處就《將軍澳分區計劃大綱核准圖》的擬議修訂進一步諮詢西貢區議會。西貢區議會建議採取措施去減低工程計劃對鄰近居民的噪音污染及交通影響。消防處在會議上回應了區議員，指消防處已經聘請顧問作出環境評估，由於選址距離住宅頗遠，是故於訓練時可能發出的聲浪對附近的民居影響不大。另外，設計消防訓練學院時，消防處已經將涉及真火訓練的建築物靠近山邊，以阻隔聲浪。至於交通問題，由於訓練車輛不會經常在將軍澳行駛，是故不會影響附近的交通。區議員在備悉相關資料後，沒有再對工程計劃提出異議。

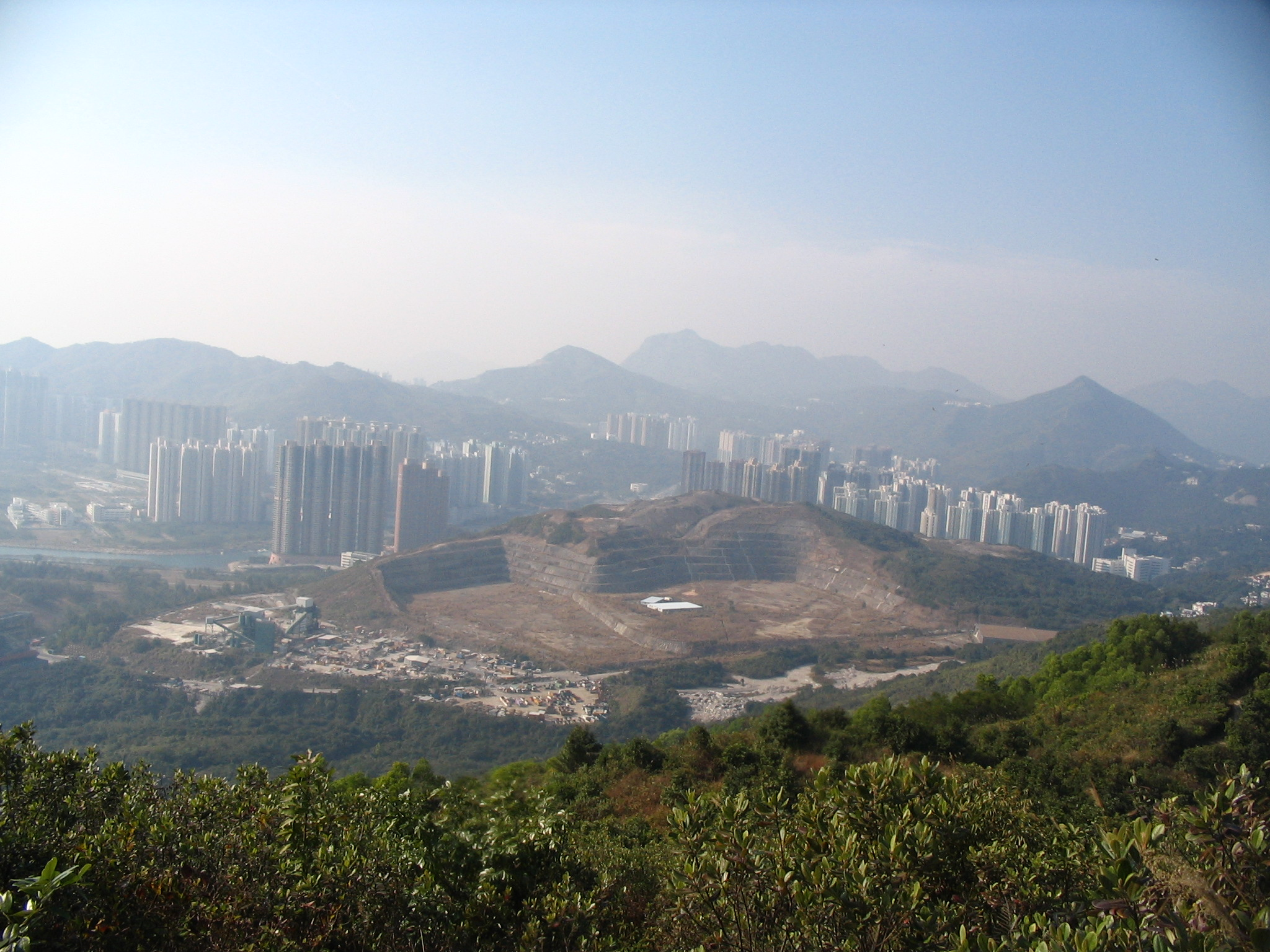
消防及救護學院的前身為已停產的百勝角石礦場，攝於2008年

2011年2月3日，香港政府決定投資逾35.6億港元於將軍澳百勝角第78區已停產的石礦場興建一座具有消防、救護及專門車輛駕駛訓練於一身的世界級消防及救護訓練學校，此舉可以集中及節省資源，並且方便教材調配，避免以往分散訓練所花費的時間（於八鄉的消防訓練學校及位於馬鞍山的消防處救護訓練學校等等）。此外，消防及救護人員在處理緊急事故時，經常需要緊密合作及互相配合。消防訓練學院可以同時提供消防及救護的訓練設施，使到兩方人員有更多的機會一同進行操練，提高人員之間的合作性，提升雙方人員在應變及協調能力。詳細興建計劃於2月10日於立法會討論，當中計劃書刊以新加坡民防部隊的訓練學院作為主要比較及參考例子，另外亦包括瀋陽、廣東、澳洲、英國、瑞典及美國。
2015年1月，消防處處長黎文軒在2014年工作回顧記者會上宣佈命名即會於同年落成的消防訓練學院為消防及救護學院。

### 興建
消防處於2012年年中將重建消防訓練學校的建議提交至立法會工務小組委員會，並且向立法會財務委員會申請撥款35億6250萬港元興建。同年5月27日，消防訓練學院落實於將軍澳百勝角第78區、邵氏片場後方興建，工程預計於同年8月啟動，後來延至12月5日啟動，政務司司長林鄭月娥、保安局局長黎棟國和時任消防處處長陳楚鑫等都有出席動土儀式，最初預計於2015年10月竣工，及後延至2016年3月16日建成啟用，並由行政長官梁振英、政務司司長林鄭月娥、保安局局長黎棟國、常任秘書長羅智光、消防處處長黎文軒主持開幕儀式。消防及救護學院投入服務後，位於新界八鄉的消防訓練學校、消防處救護訓練學校、消防駕駛訓練學校、臨時駕駛訓練場地及坍塌搜救專隊訓練場已關閉。

## 組織
消防及救護學院由行動支援及專業發展總區主管（副消防總長)兼任院長，下設一位職級為高級消防區長的消防人員擔任副院長（消防訓練），另有一位職級為高級助理救護總長的救護人員擔任副院長（救護訓練）。下設3名職級為消防區長的消防人員及1名職級為助理救護總長的救護人員擔任助理院長。另外，該總區之行動支援課以及招聘、訓練及考試組主管人員(高級消防區長)雖然並無副院長職銜，但架構上仍然屬於消防及訓練學院。

## 設施
消防及救護學院佔地比八鄉的消防訓練學校大上5倍多，達15.8萬平方米，亦設有526個培訓宿位的學院宿舍，備有全面的訓練組合及十多個模擬事故實景訓練場，分別用以進行不同的特定訓練項目及教授各種專門技巧及知識等。學院亦設有教學大樓和消防及救護教育中心暨博物館。此外，消防及救護學院亦會引入環境保護設施及措施，包括設置地底水缸，用以收集於操練時所使用的水循環再用，以及裝置排煙淨化系統處理由滅火訓練時所產生的煙。

### 行政大樓

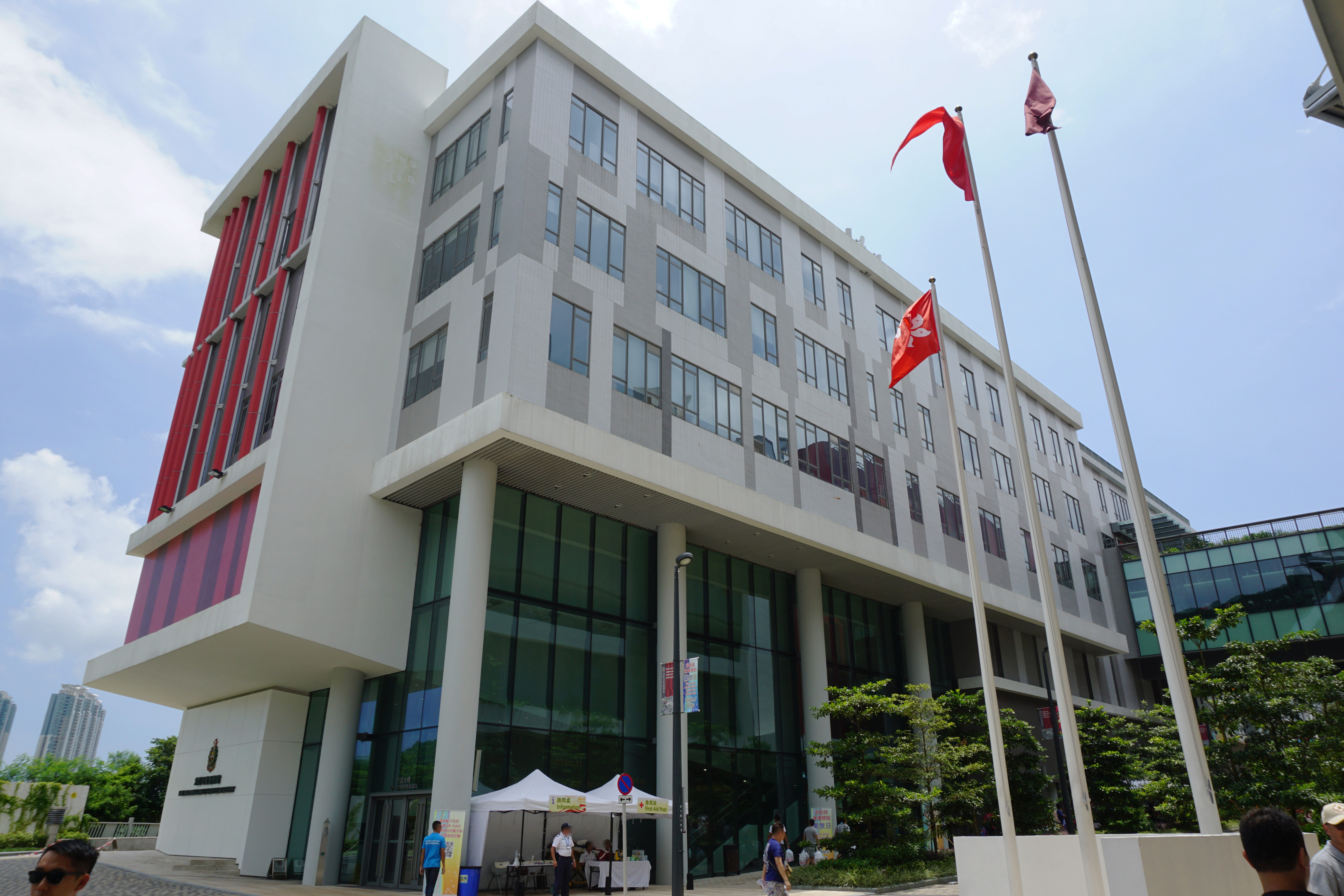
行政大樓

- 辦公室
- 會議室
- 面試室
- 茶水間

### 教學大樓

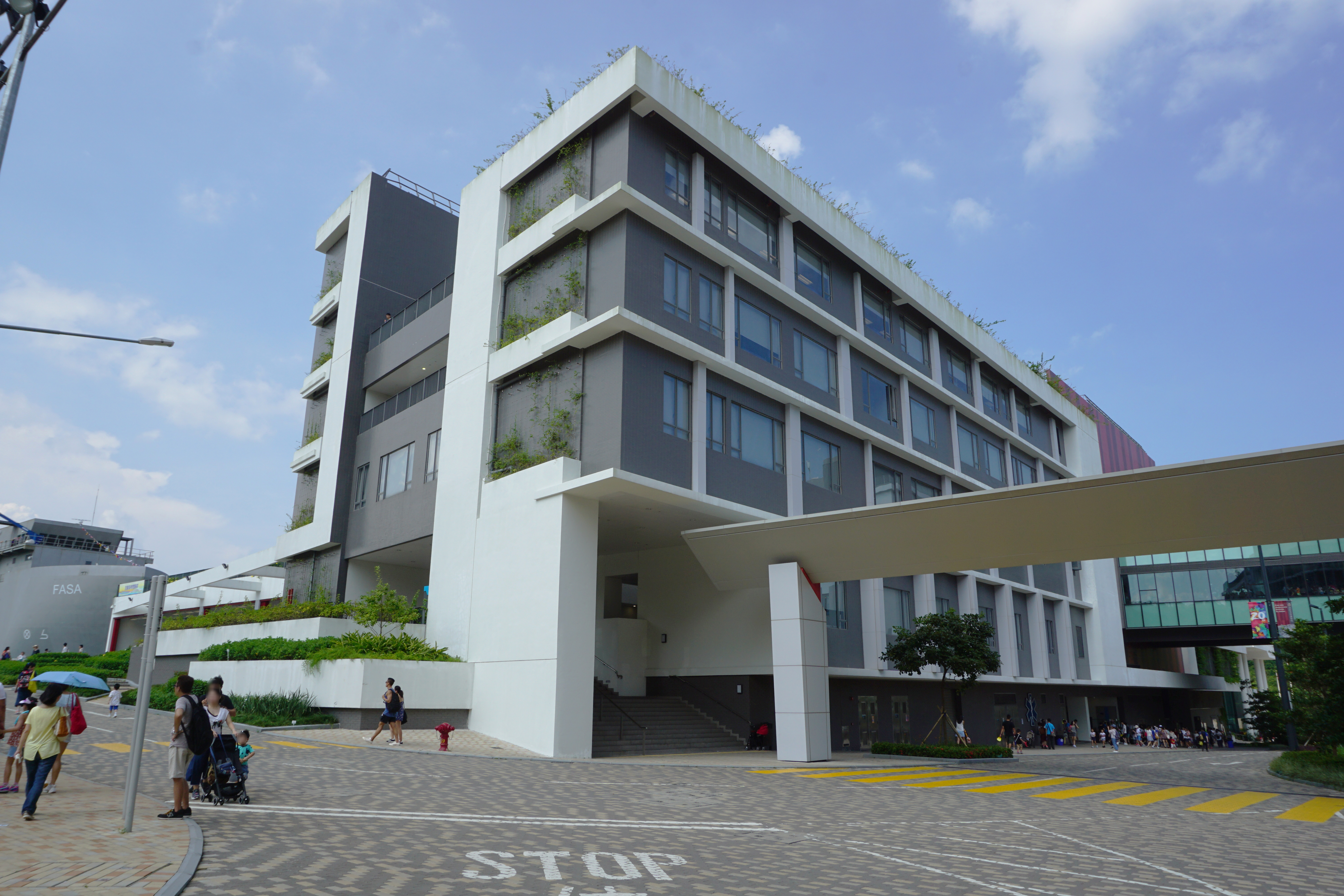
教學大樓

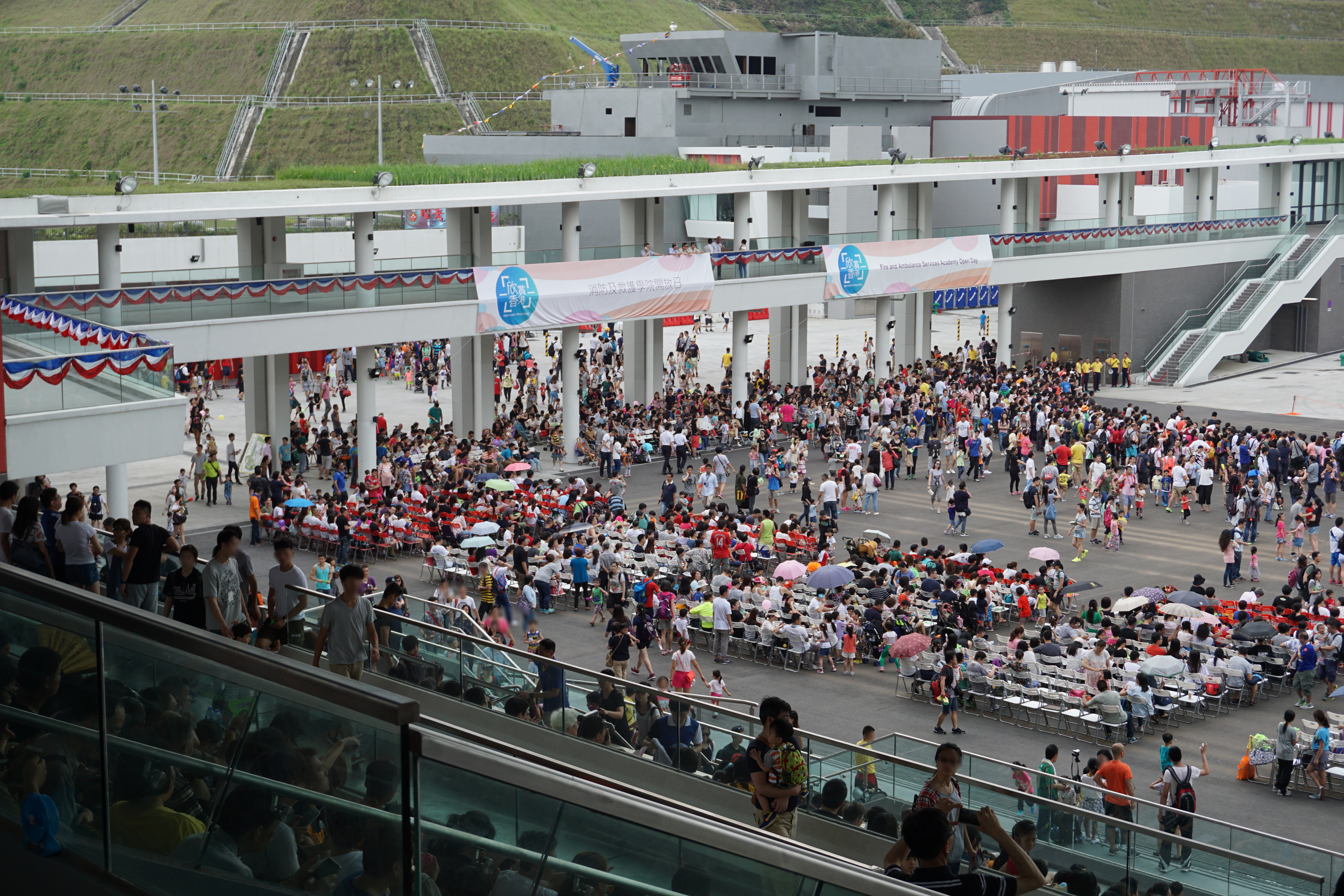
連接教學大樓的教育翔廊（天橋）

- 樓高4層的教學大樓（包括講學室、不同類型的模擬教學室（例如實際練習檢控儲存過量危險品的模擬危險品倉及訓練人員的模擬救護車輛車廂等）、演講廳、禮堂、電腦室、資源中心、現場指揮系統訓練中心、消防裝置及設備示範室、工具修理室及餐廳）

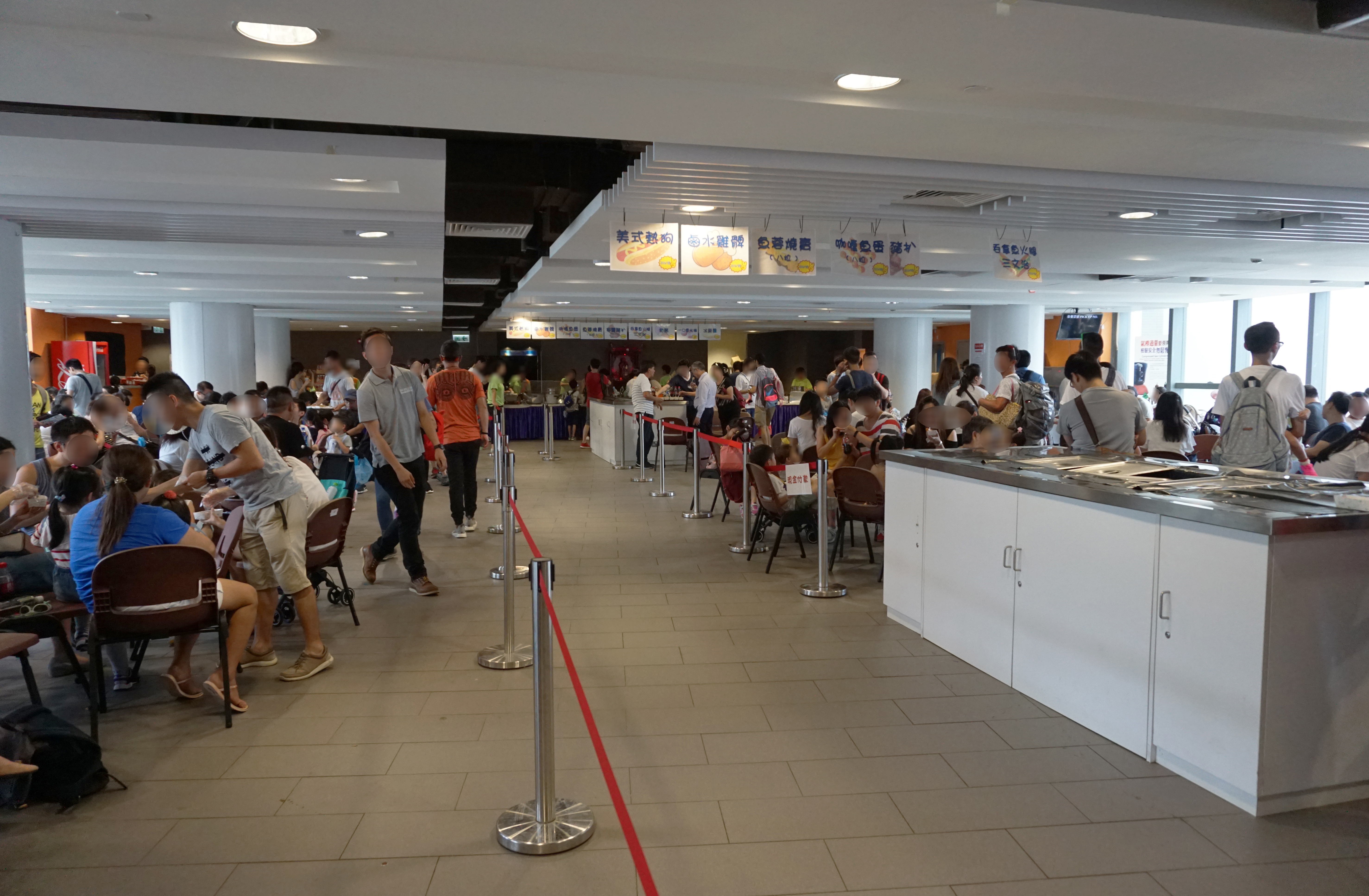
餐廳

### 體能訓練設施
- 體能訓練中心
  - 體育館
  - 健身室
  - 室內拯救訓練池
- 室外歷奇挑戰訓練場

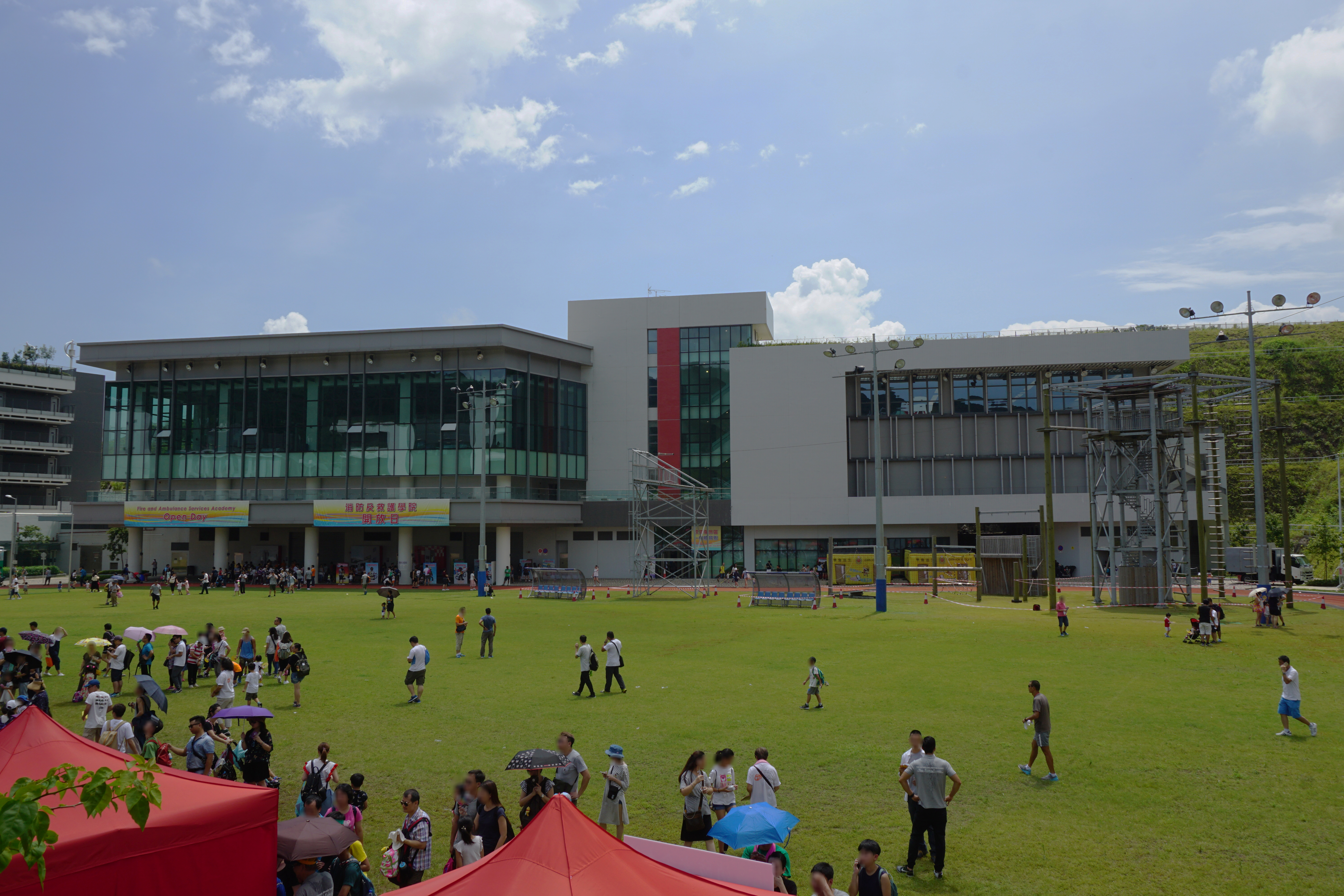
體能訓練中心（後）及歷奇挑戰訓練場（右前）
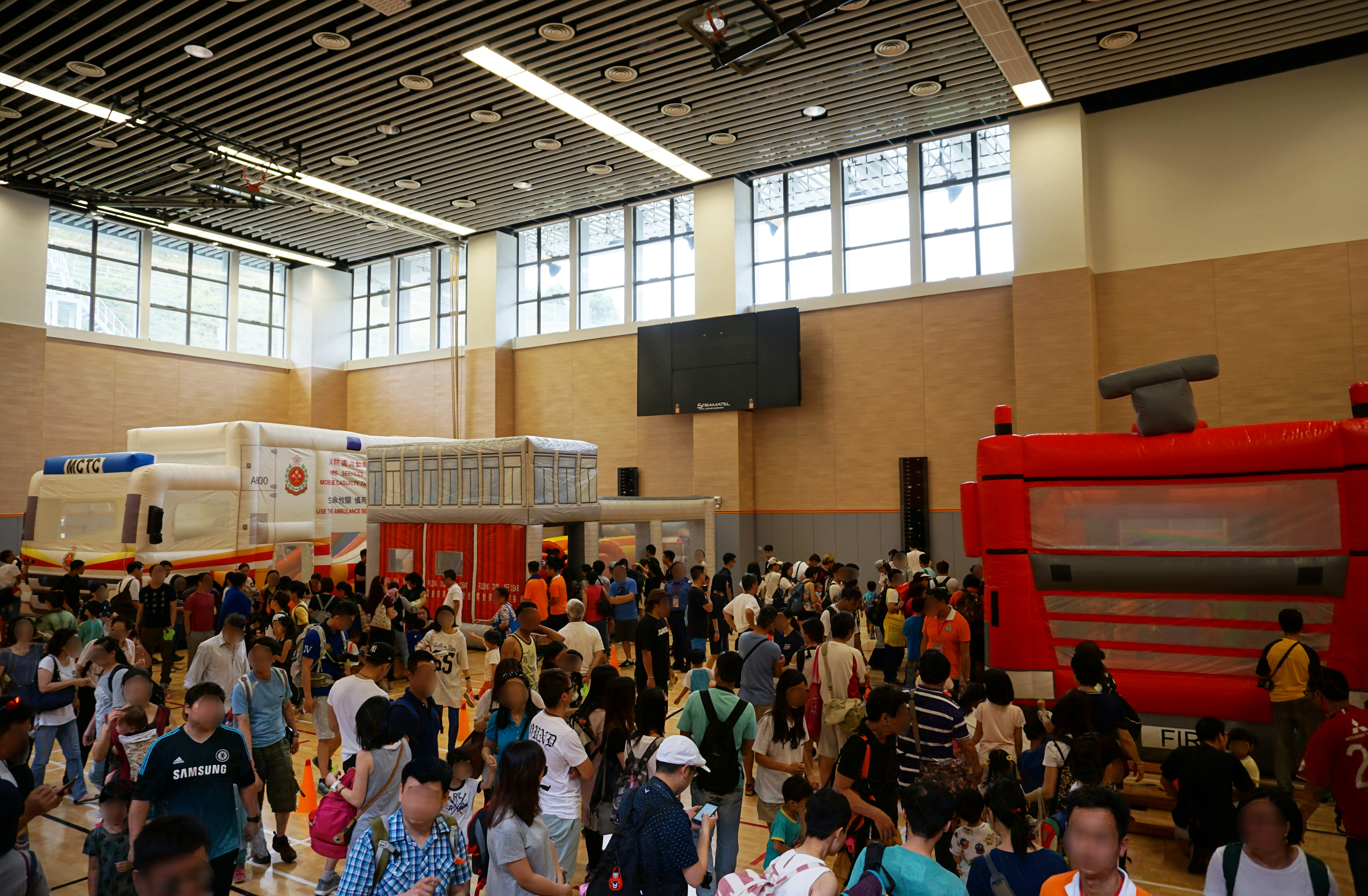
體育館

- 室外運動場
  - 跑道
  - 籃球場

### 室內訓練設施

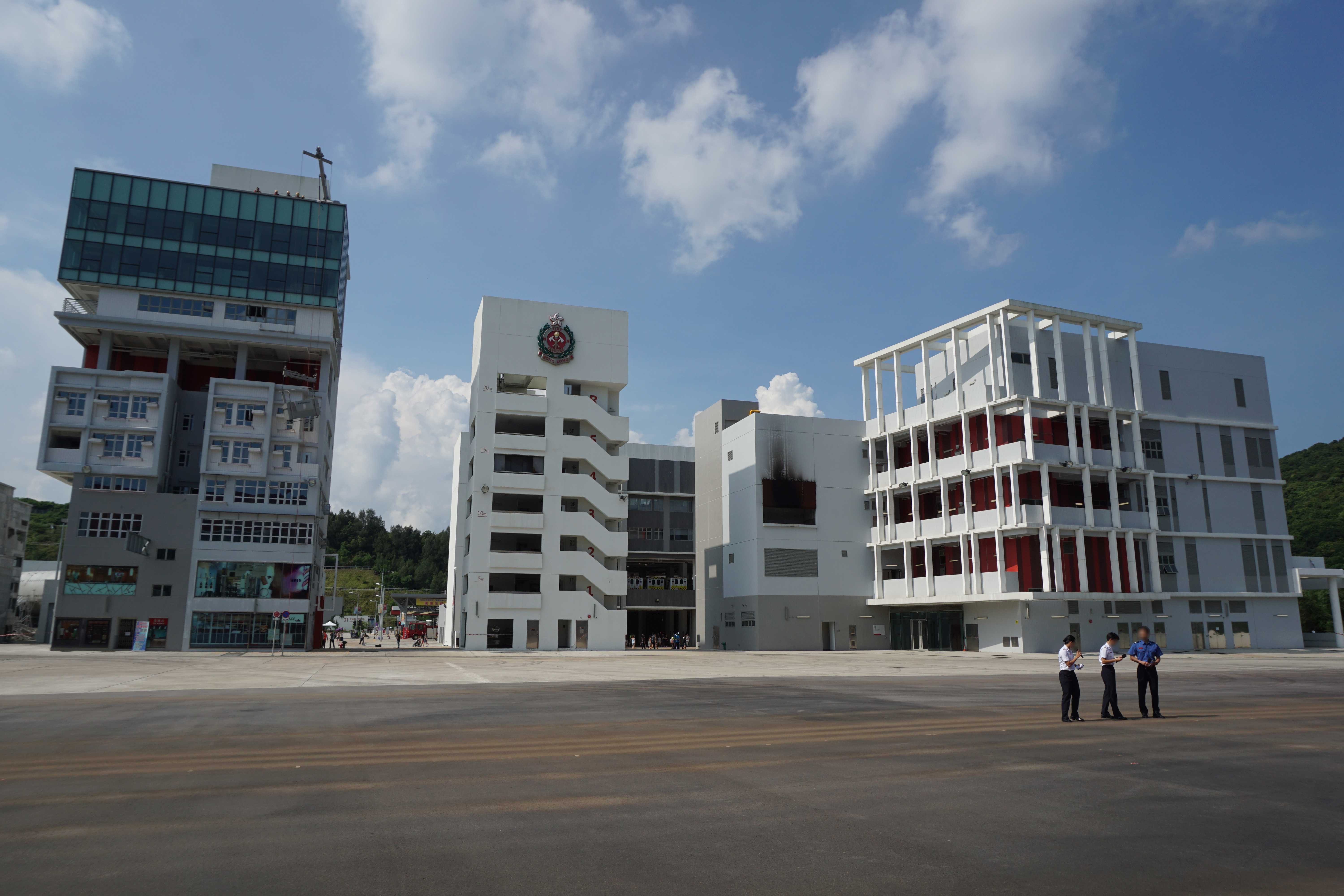
救援訓練樓（左）、操練塔（中央偏左）、滅火訓練樓及危害物質事故訓練場（右）

- 救援訓練樓：樓高10層，不同樓層及外牆為模擬不同場景，包括商場（佔2層）、唐樓（佔1層）、公共屋邨（佔3層）、工廠（佔1層）及設有玻璃幕牆的寫字樓（佔2層）；此外，亦設立有高空工作吊船及模擬升降機困人的場景等，使到學習人員能夠應付同類型的樓宇的滅火及救援策略及技巧，以及提升高角度拯救專隊的高空拯救訓練水平。
- 操練塔：樓高6層

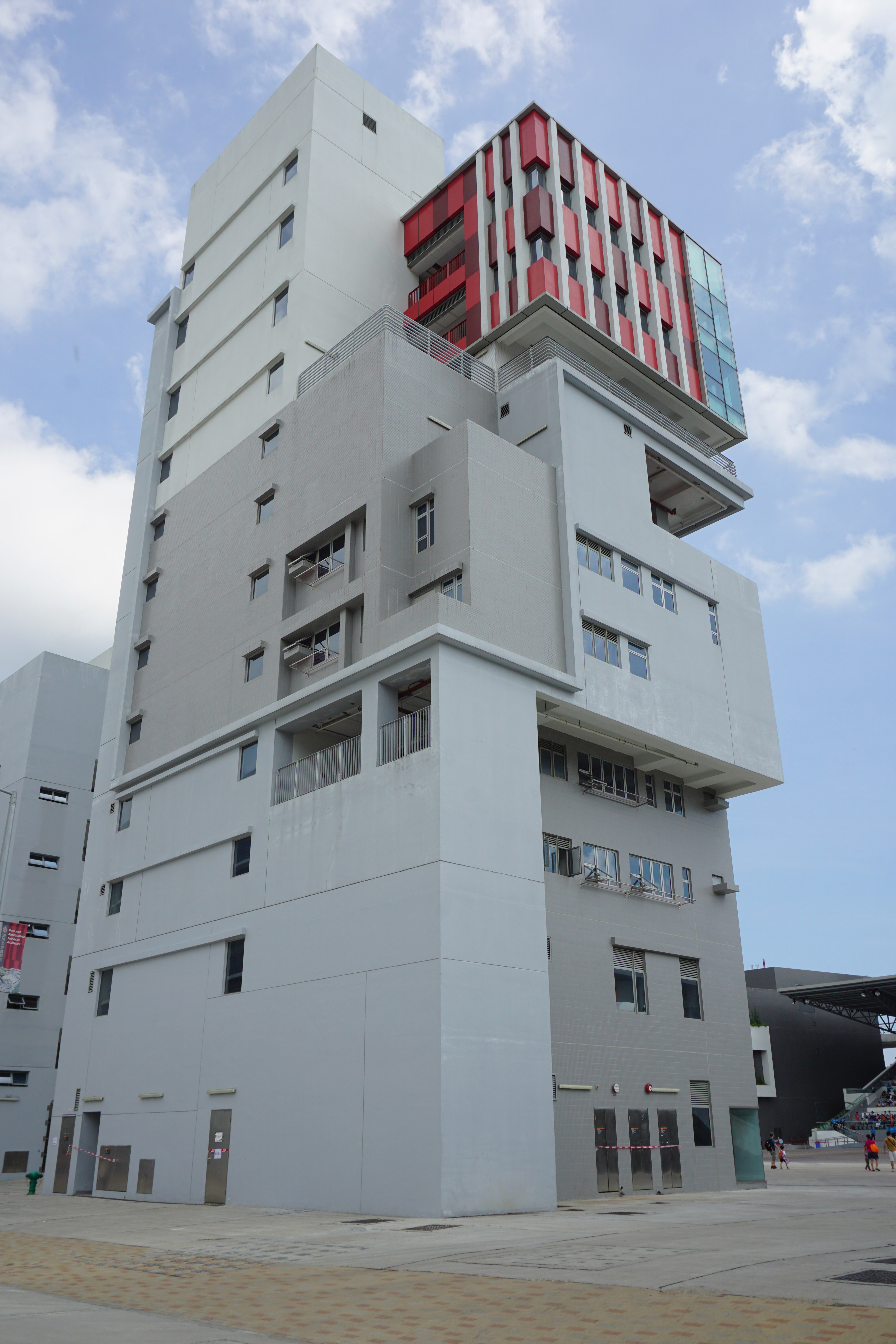
救援訓練樓背面
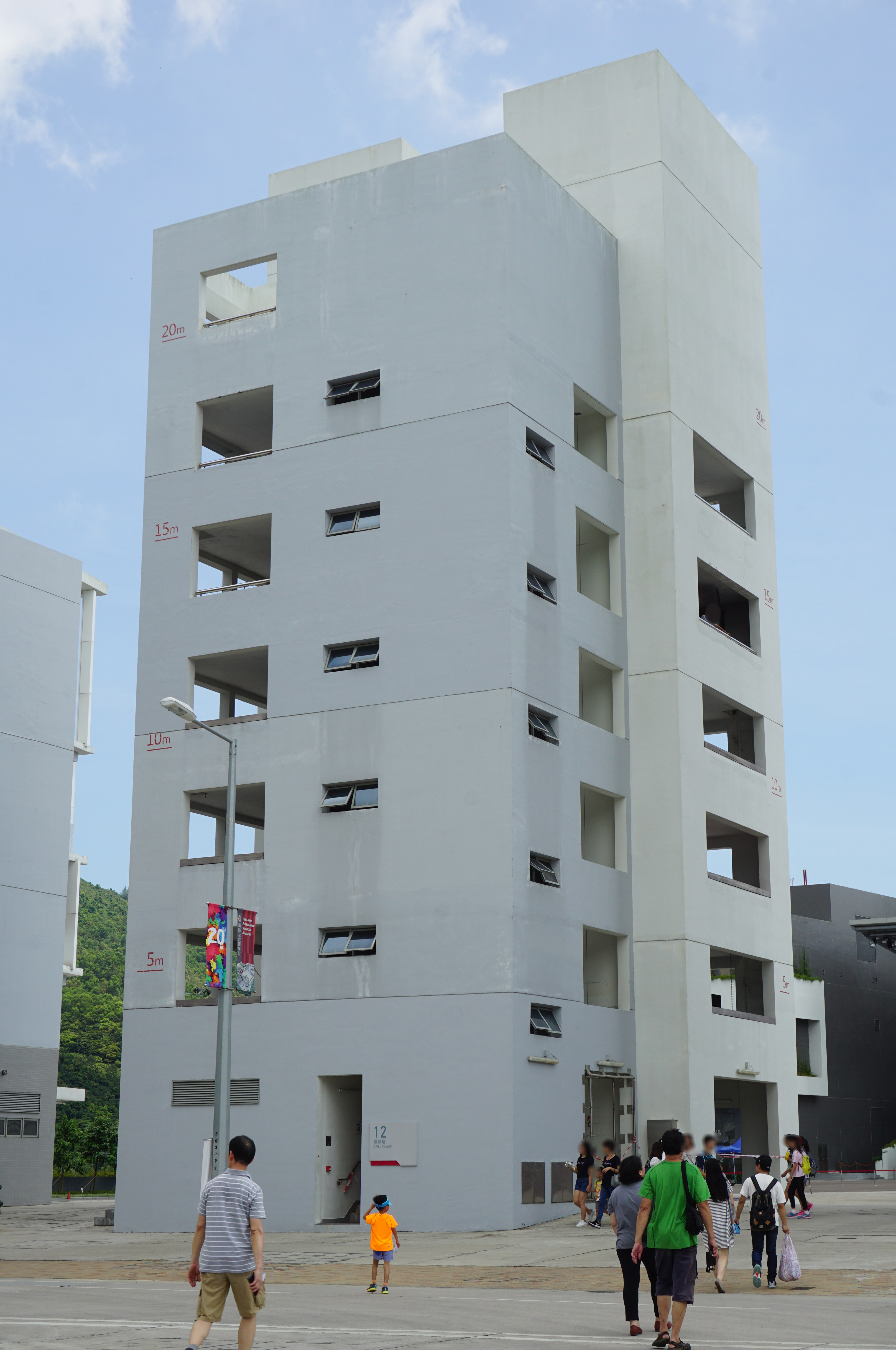
操練塔背面

- 滅火訓練樓
  - 室內實火訓練設施：上述訓練設施模擬不同的火災場景，包括唐樓分間單位、酒店賓館、舊式工業大廈及卡拉OK場所，可以營造真實火災、視覺、聲效及人造煙霧等效果，使到學習人員能夠在受到監察及控制下的真實火災環境中提升滅火技能。
    - 危害物質事故訓練區：為危害物質專隊的專用訓練設施；上述設施設有模擬氣體泄漏室、模擬危害物質泄漏實驗室、模擬危險品倉及模擬氯氣倉等。透過上述訓練設施，學習人員可以學習有關的行動策略及使用各類型檢測及保護裝備、止漏及消毒技術等。
- 消防科學中心
- 火警調查示範室
- 室內煙火特性訓練場：為駐守在消防及救護學院的室內煙火特性訓練組（Compartment Fire Behaviour Training Unit，簡稱CFBT）的專用訓練設施。它是一個用於擺放各個室內煙火特性訓練設施的單層結構, 樓底高度為18米而面積大約為3200平方米。裡面的室內煙火特性訓練設施包括一個多層式室內煙火特性訓練室, 它是由十九個四十尺長貨櫃組成的三層式結構。這些貨櫃被改裝成為由走廊和室內樓梯連接起各個不同大小房間而組成的訓練室。 在訓練室底層共有四個用作燃點木板作為實火訓練燃料的點火區, 同時在訓練室的不同位置亦裝有溫度計用作監察和記錄操練時的溫度。從點火區產生的熱煙可經管道引導至訓練室的一樓和二樓來模擬不同類型的火災場景，為消防員提供不同的搜救和通風策略訓練,這些訓練將有助於提高消防人員滅火救援工作的安全和效率。

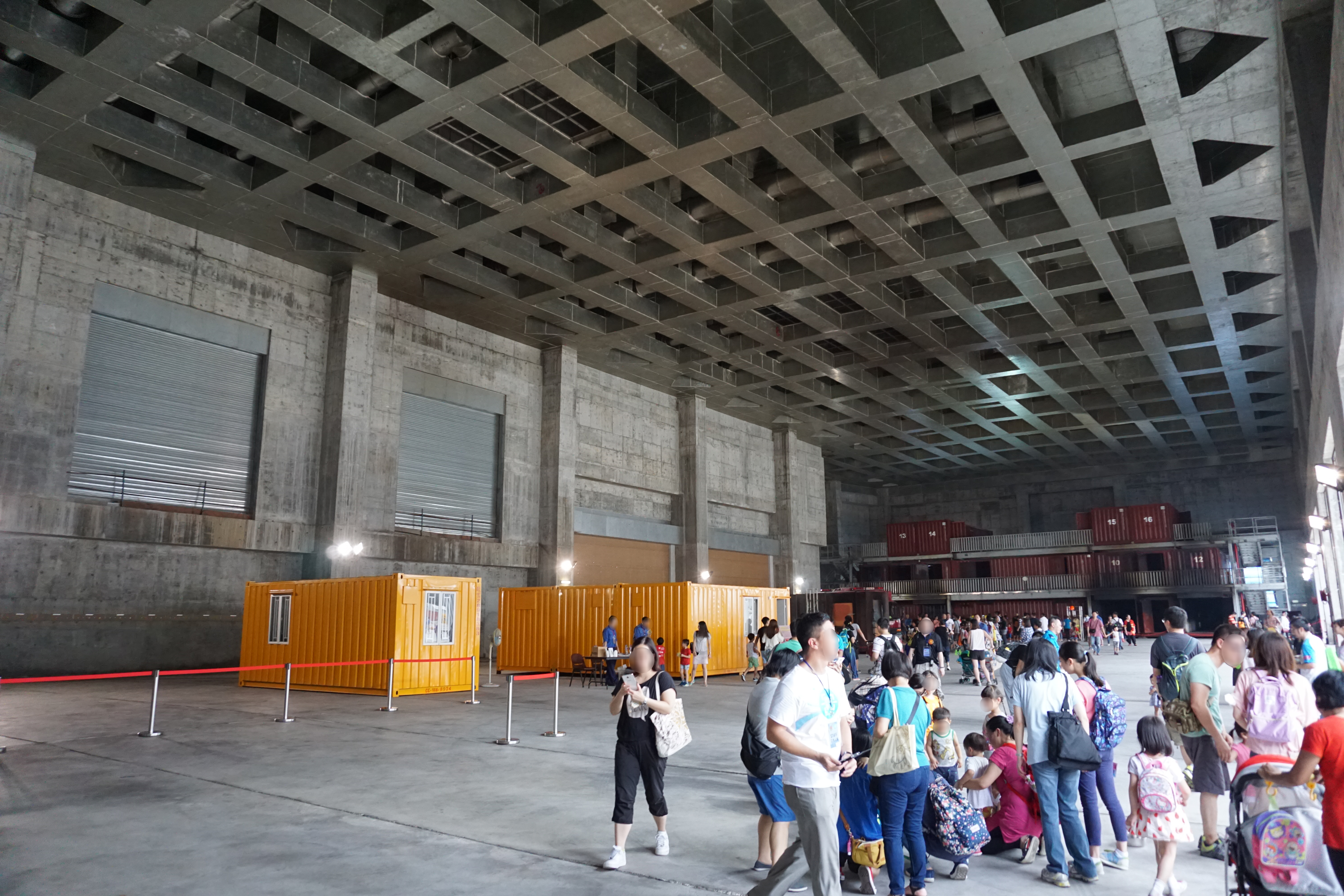
火警調查示範室及空內煙火特性訓練場
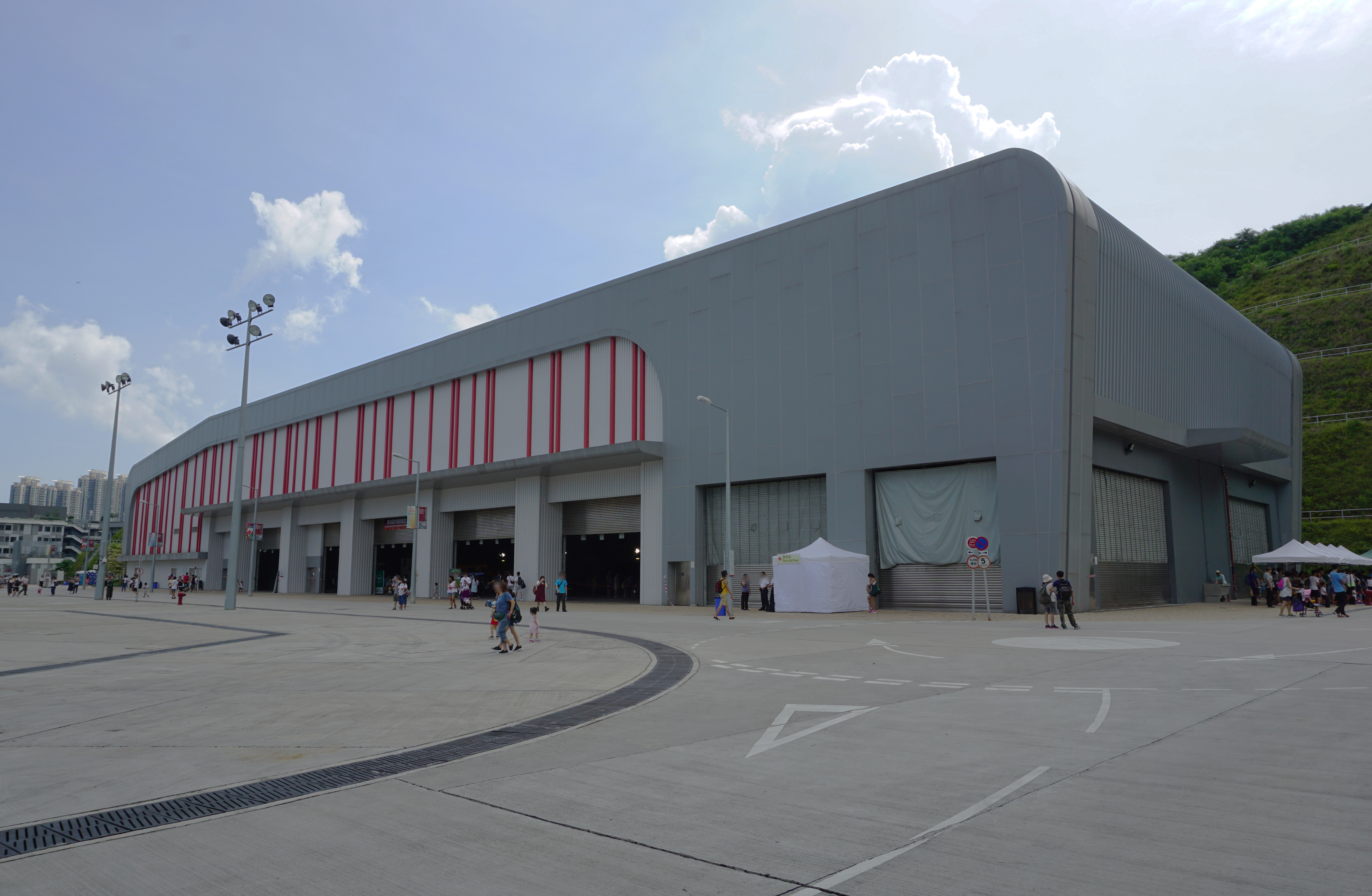
消防科學中心（左），火警調查示範室及空內煙火特性訓練場外觀（右）

- 消防工程實驗室
- 化驗室
- 救護訓練模擬實境室
- 先遣急救員訓練室

### 戶外訓練設施
- 佔地5.5萬平方米的斜坡（比起現有的整座消防訓練學校範圍大上近一倍），以供學習人員操練及進行大型事故表演練習用途。

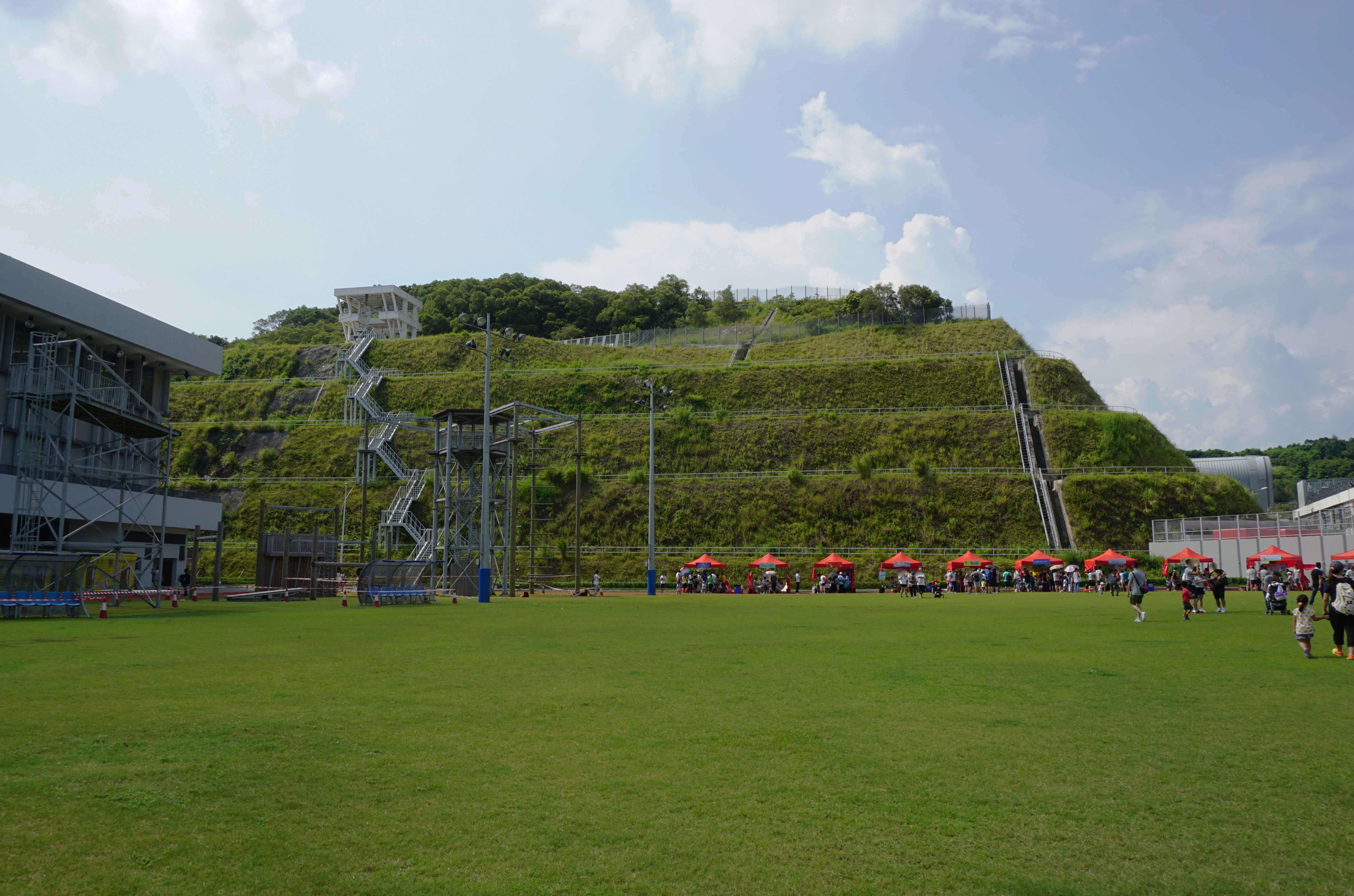
高空拯救訓練場的斜坡

- 操場
- 模擬公路拯救區：可以為學習人員提供處理大型交通意外的訓練，學習人員可以透過上述訓練設施來學習處理公路拯救的技術。上述訓練設施將會建設於一條模擬高速公路上，在公路上有各種不同車輛的交通意外，包括重型貨車、私家車及巴士等，為到人員提供車輛穩定、切割技術及院前護理的訓練。

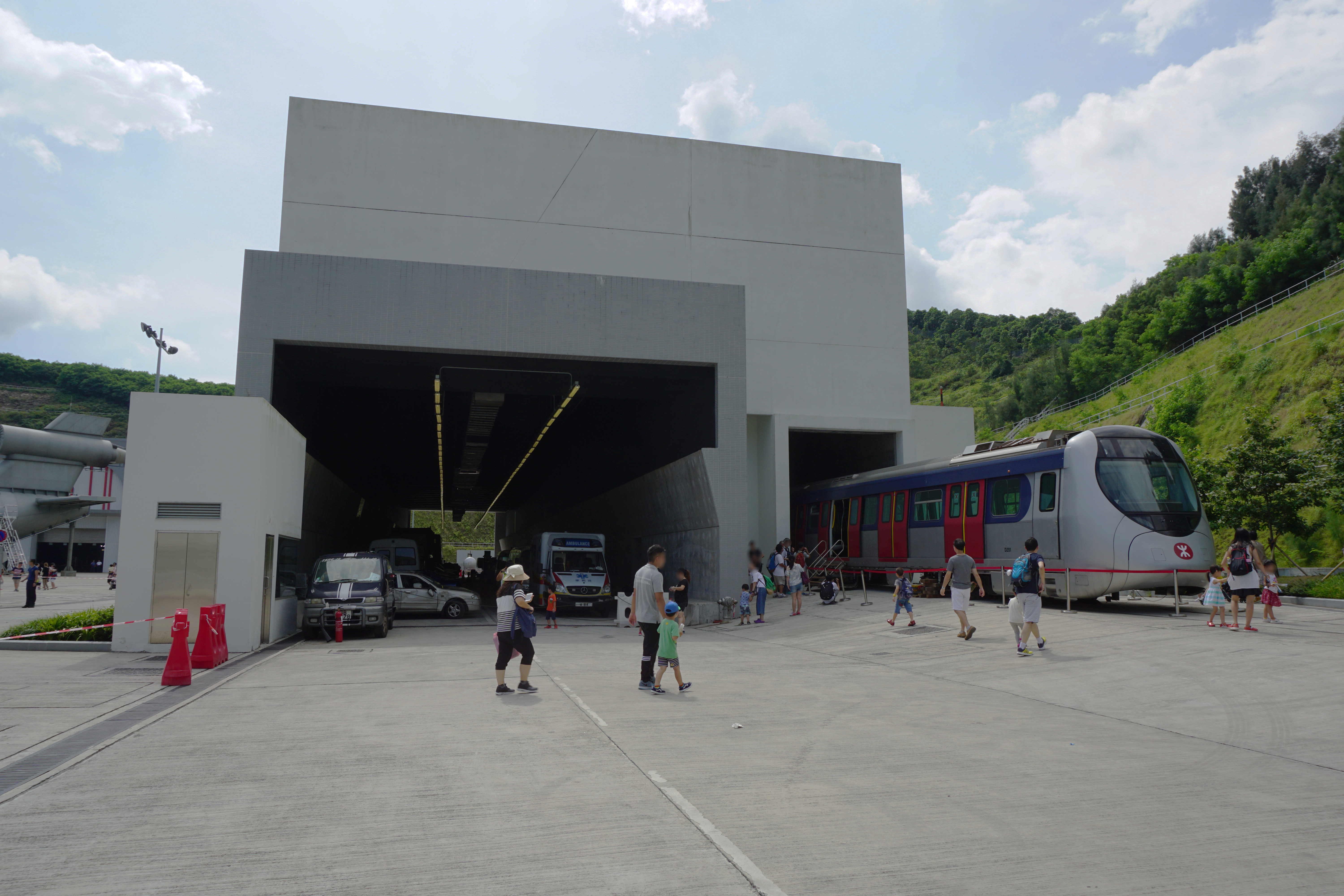
交通事故訓練場，包括一條模擬行車隧道及港鐵伊藤忠近畿川崎列車原「D201」車廂
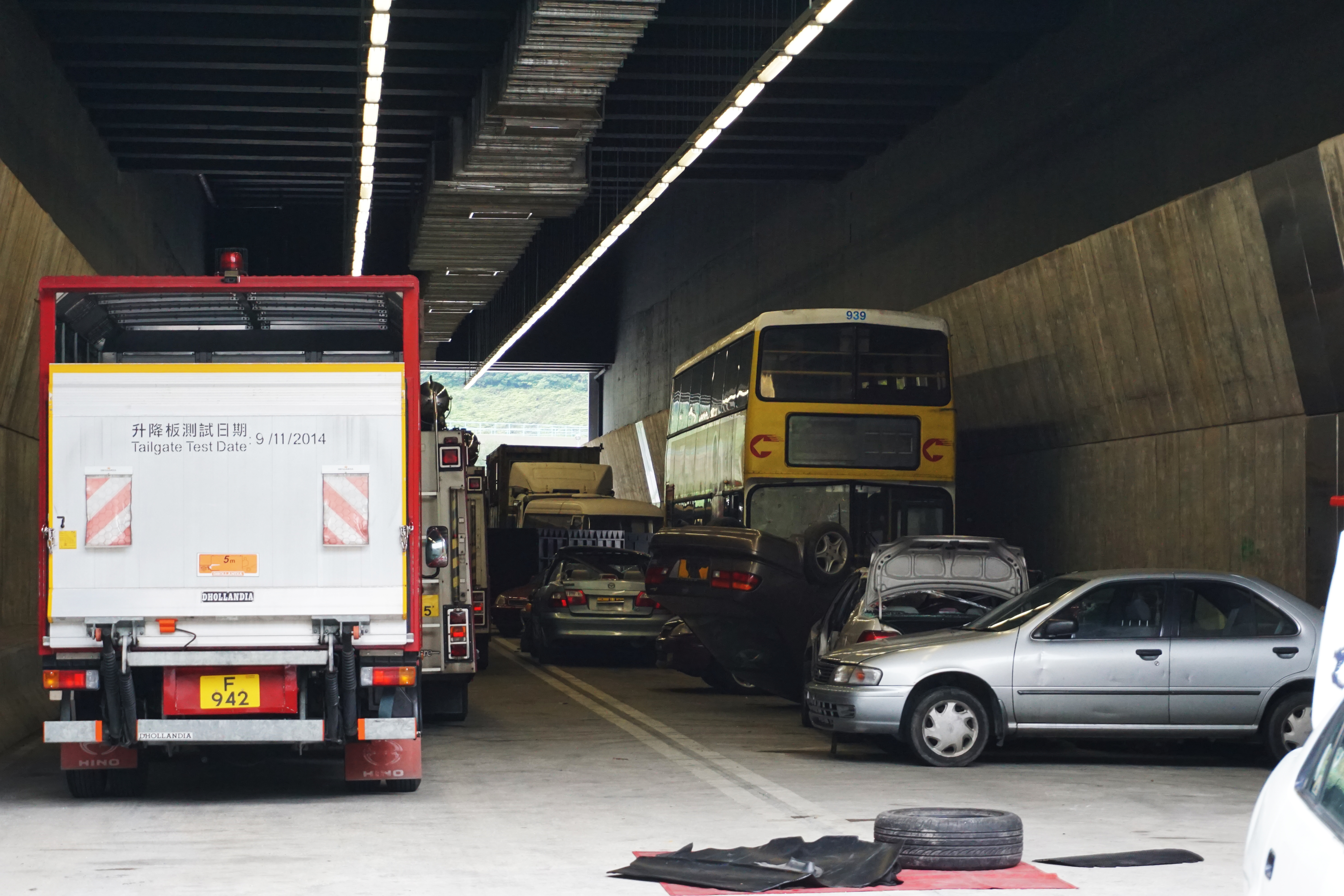
行車隧道內模擬多車連環相撞
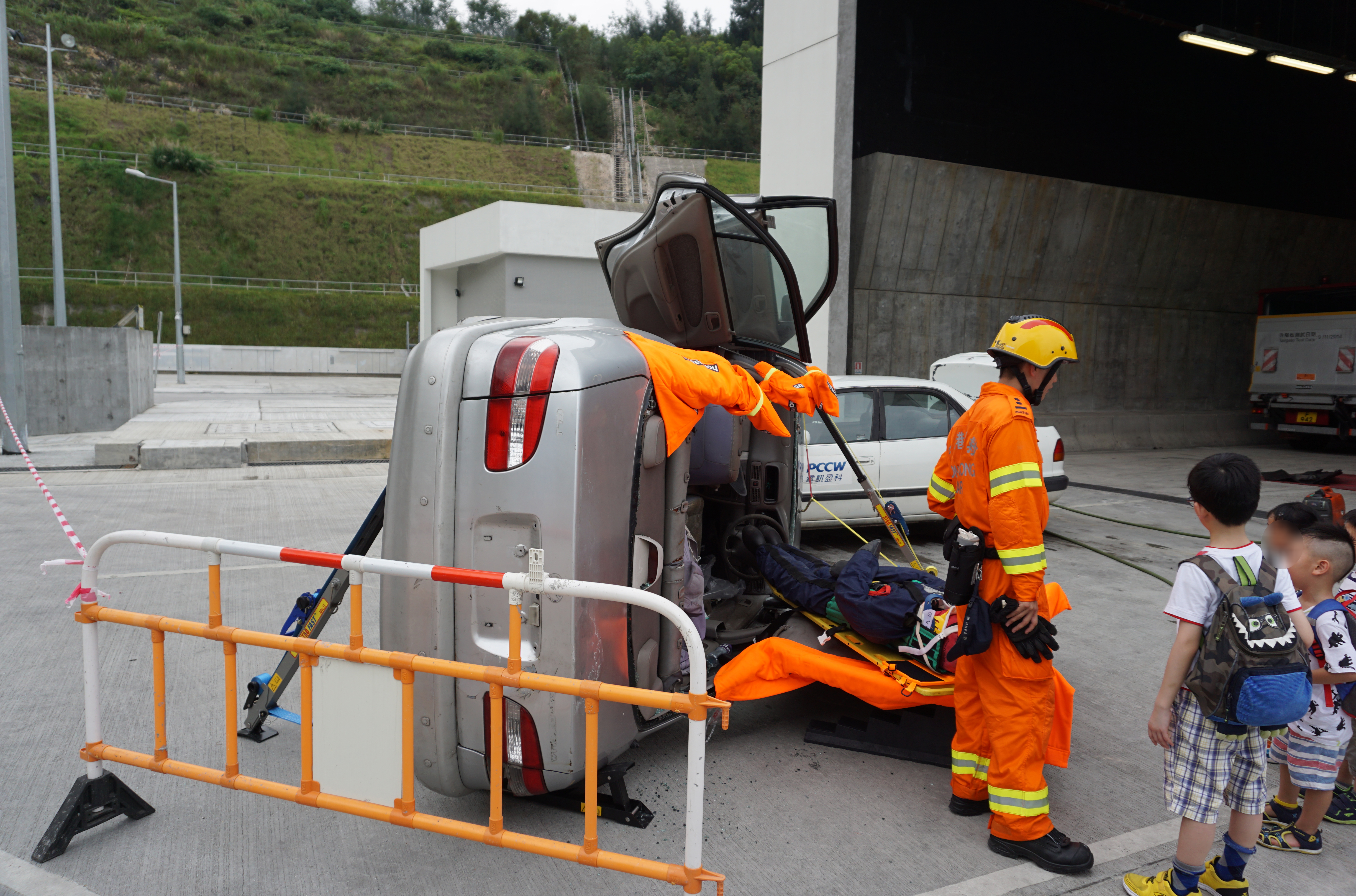
模擬從翻側車廂殘骸中抬出傷者

- 模擬運載燃料車事故訓練設施：可以加強學習人員處理油缸火警及爆炸的能力，上述設施將會設有一輛運載燃料汽車，車輛能夠模擬燃料車於交通意外後燃料（如液化石油氣或電油）溢出的情况，並且模擬油缸火災及爆炸。

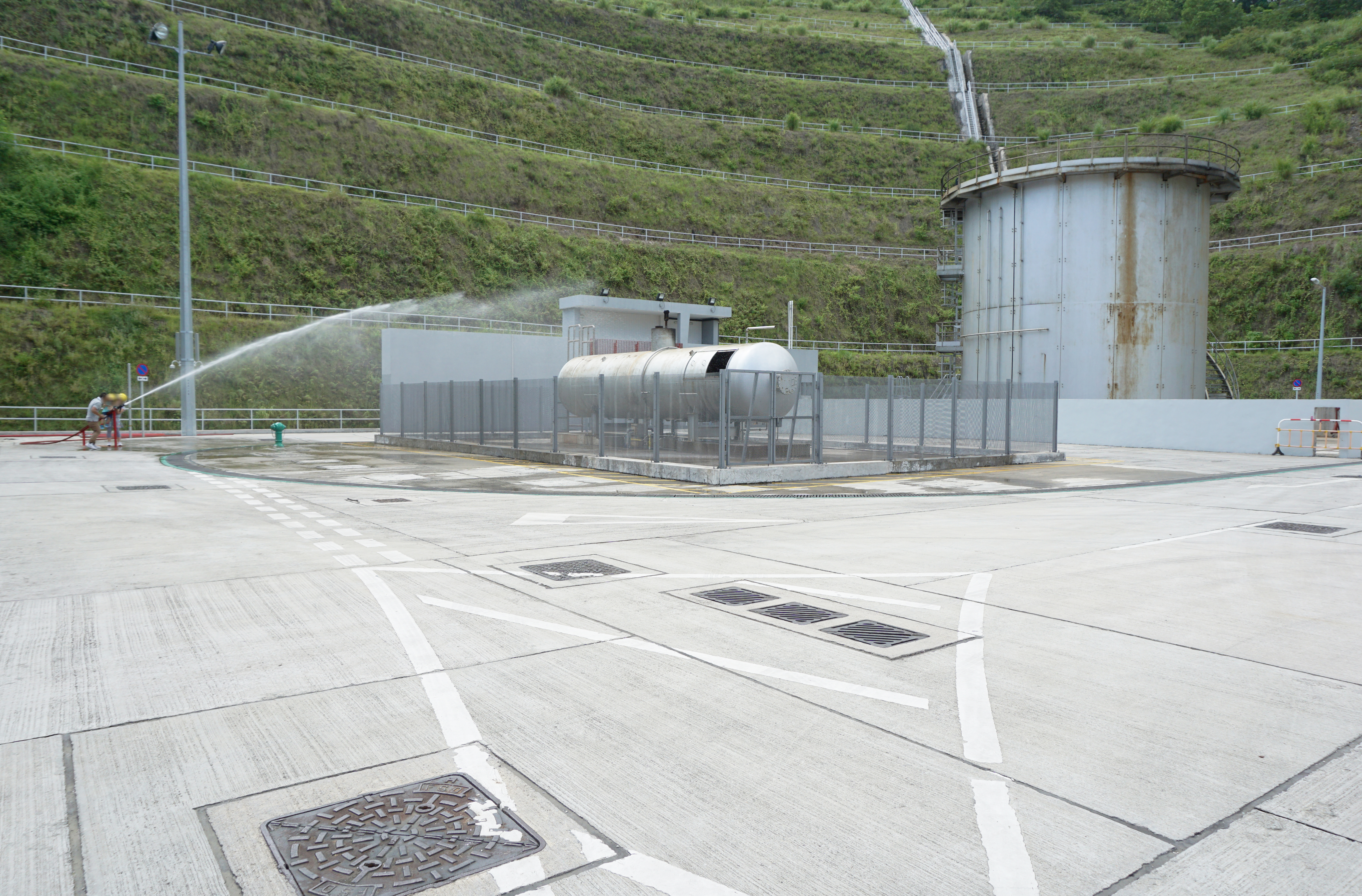
燃料庫事故訓練場
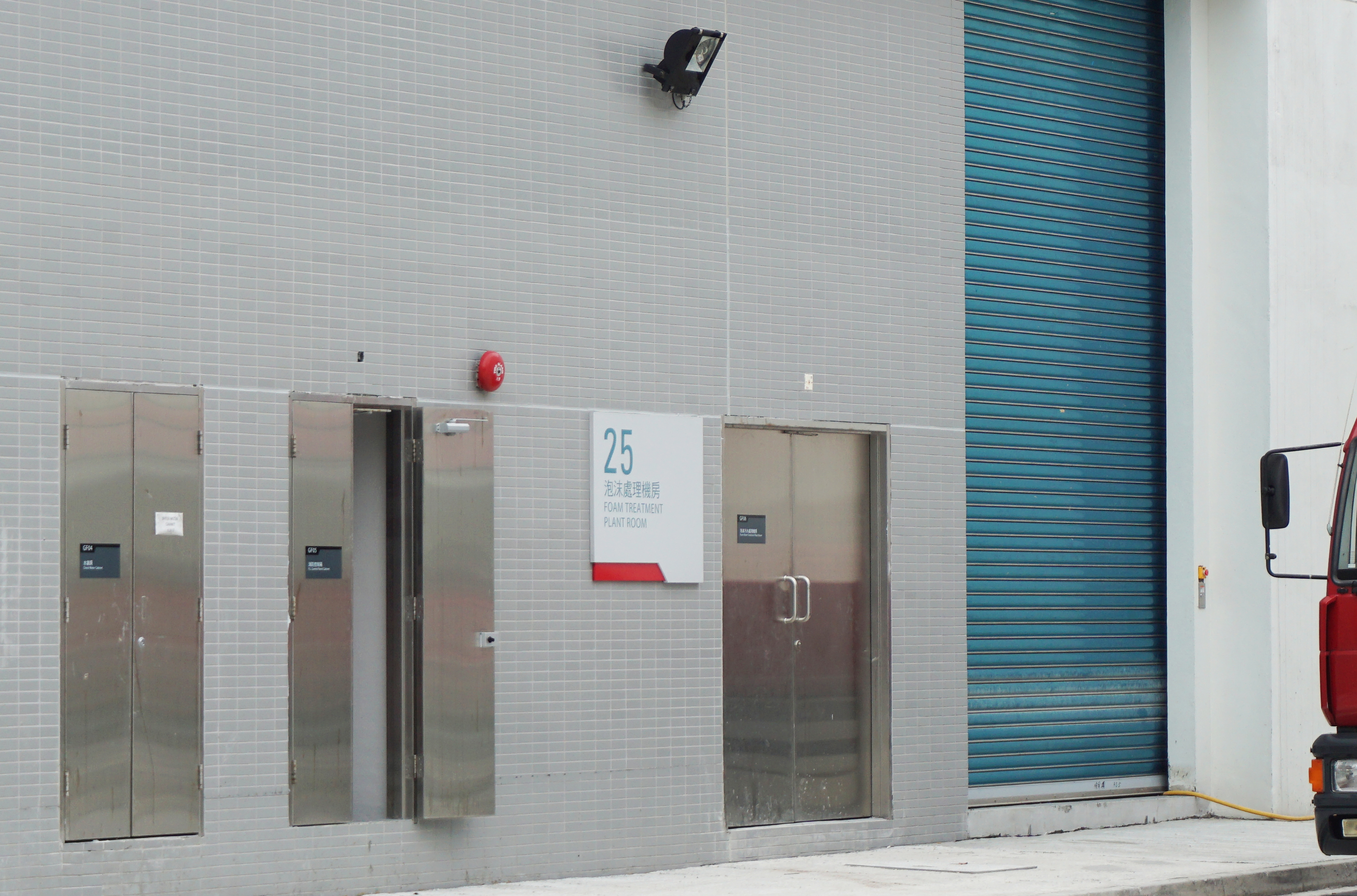
泡沫處理機房

- 模擬鐵路和隧道火警及拯救訓練設施（包括港鐵伊藤忠近畿川崎列車車廂及模擬百勝角港鐵站）：學習人員能夠學習有關於處理發生於鐵路及隧道內的火警的技巧及調整派遣策略，包括在密閉空間內工作的技巧、各種汽車火災的滅火方法（如泡沫滅火）、撤離司機和乘客及移動列車的方法。
- 模擬汽車事故訓練設施：學習人員可以透過上述訓練設施學習處理不同種類的汽車火警，訓練設施將會設有一輛汽車，車輛能夠使用汽體燃料模擬引擎、車廂及油缸火災。

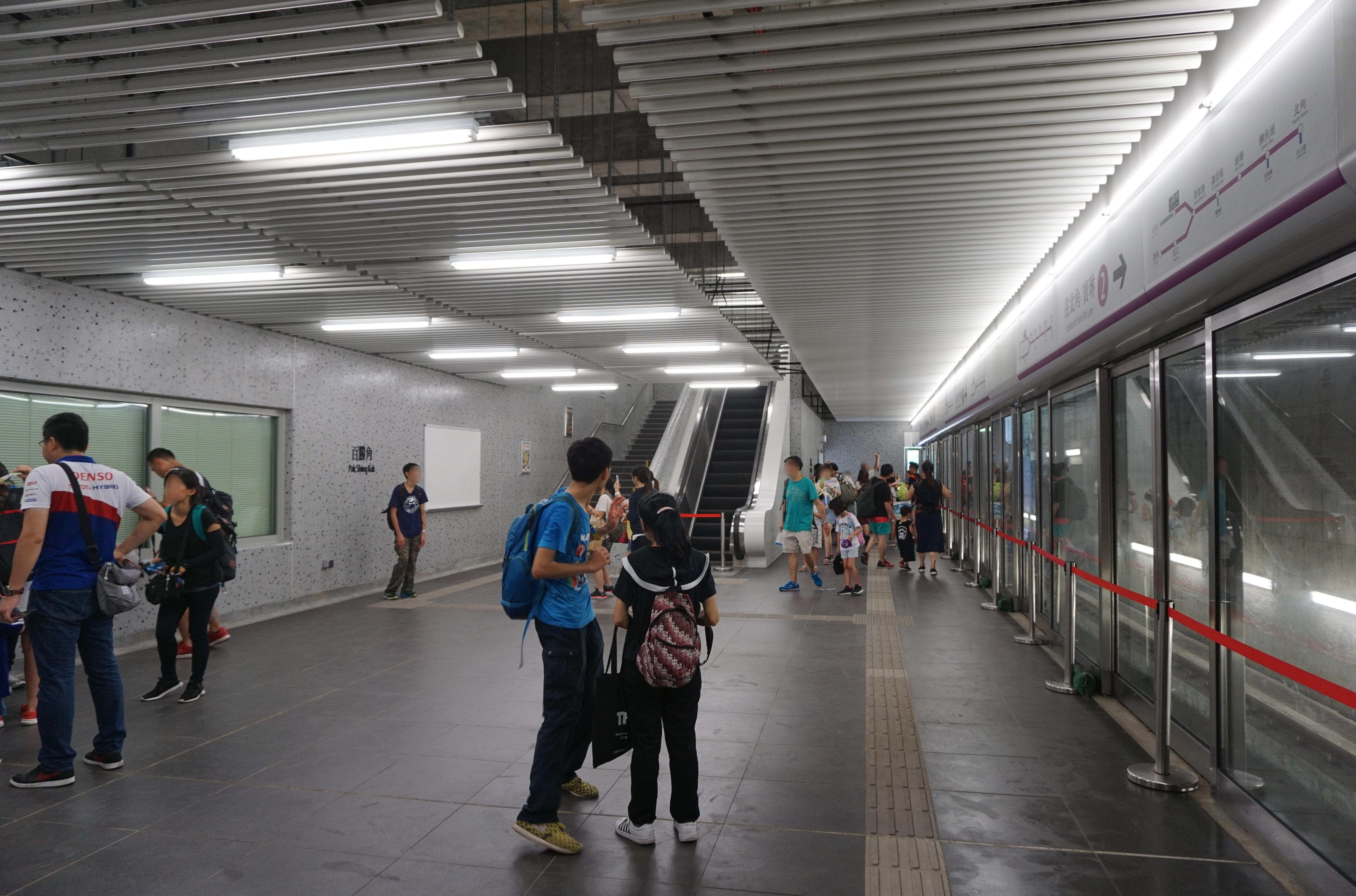
模擬港鐵「百勝角站」
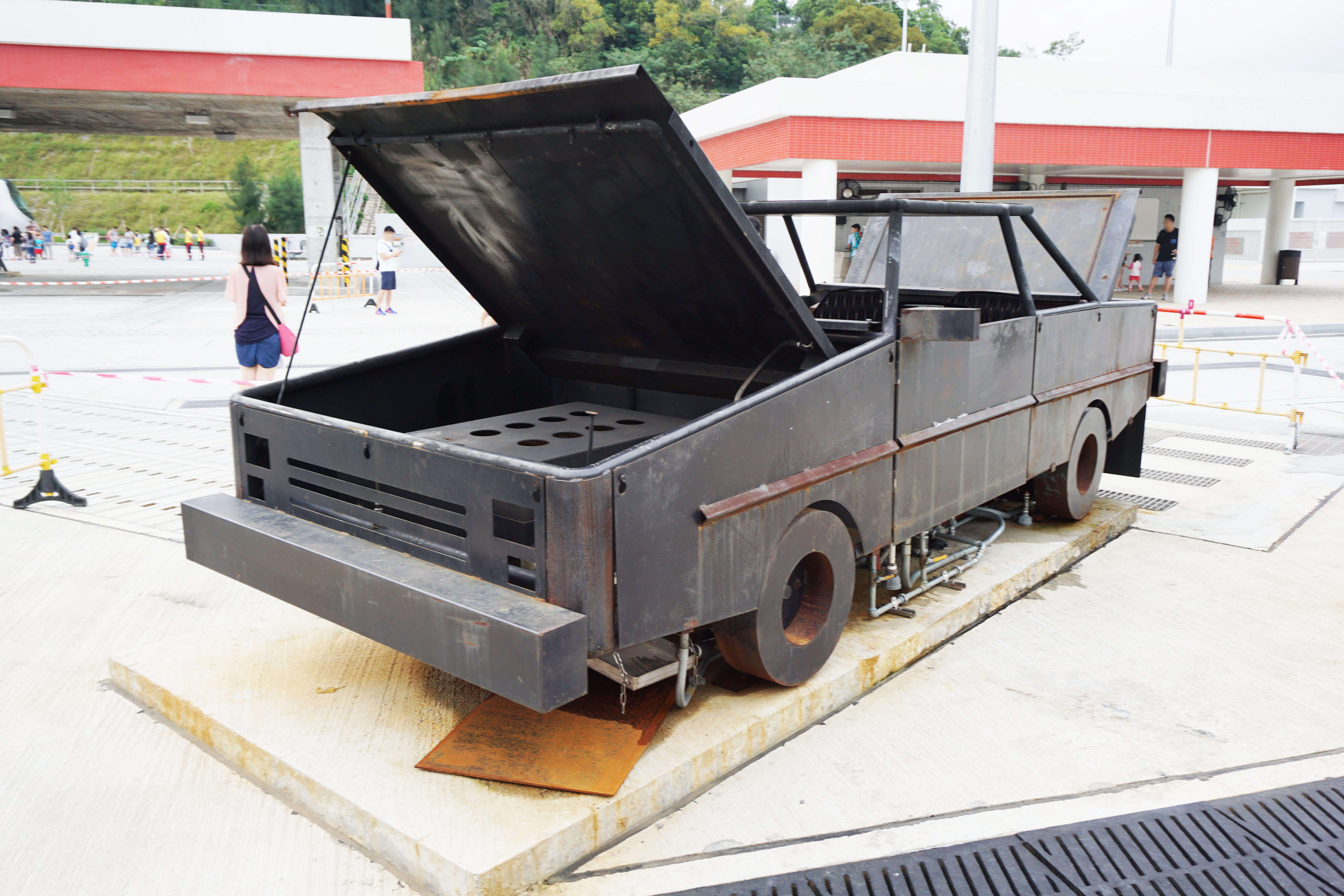
汽車事故訓練場，模擬汽車焚燬
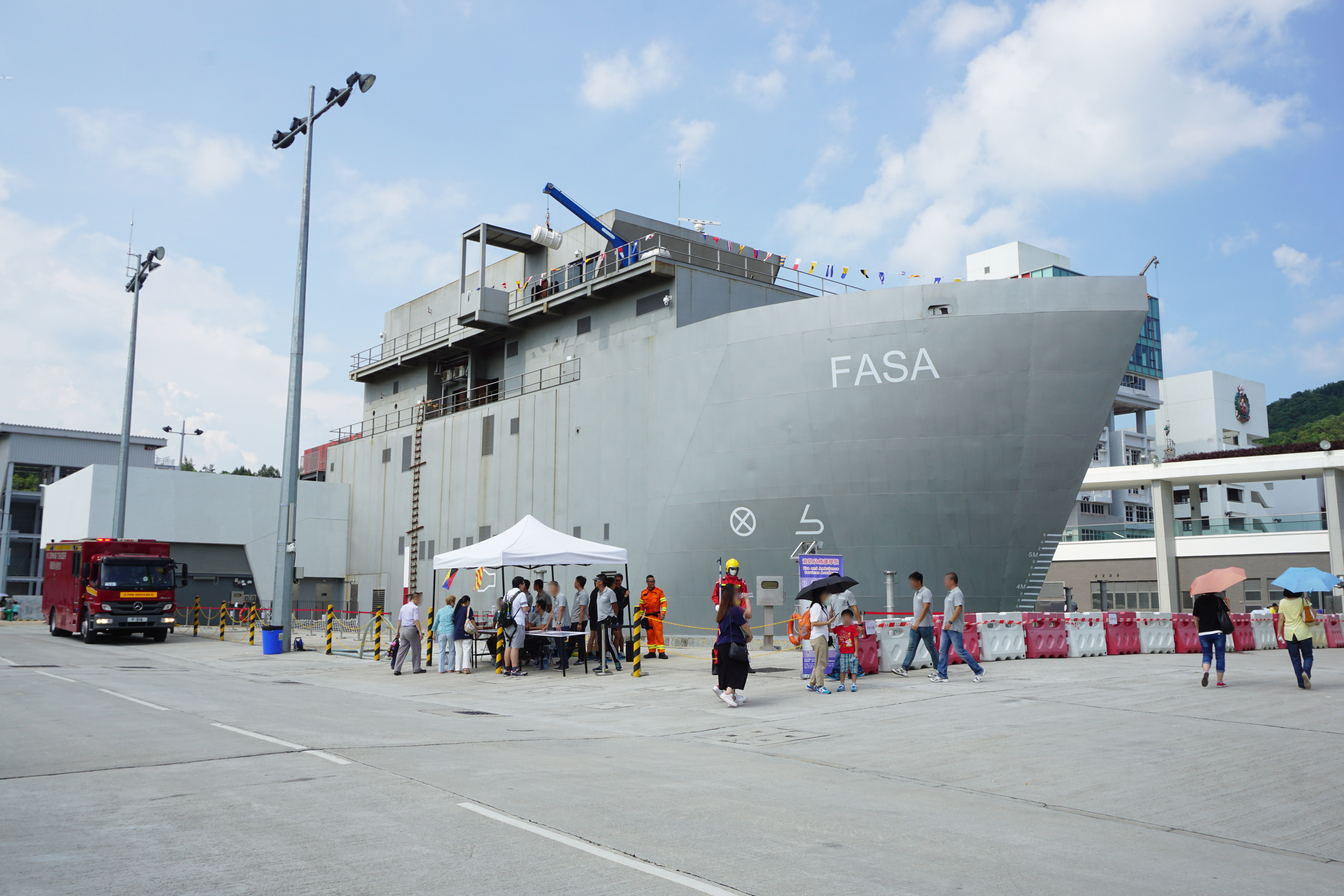
水上事故訓練場的模擬船隻
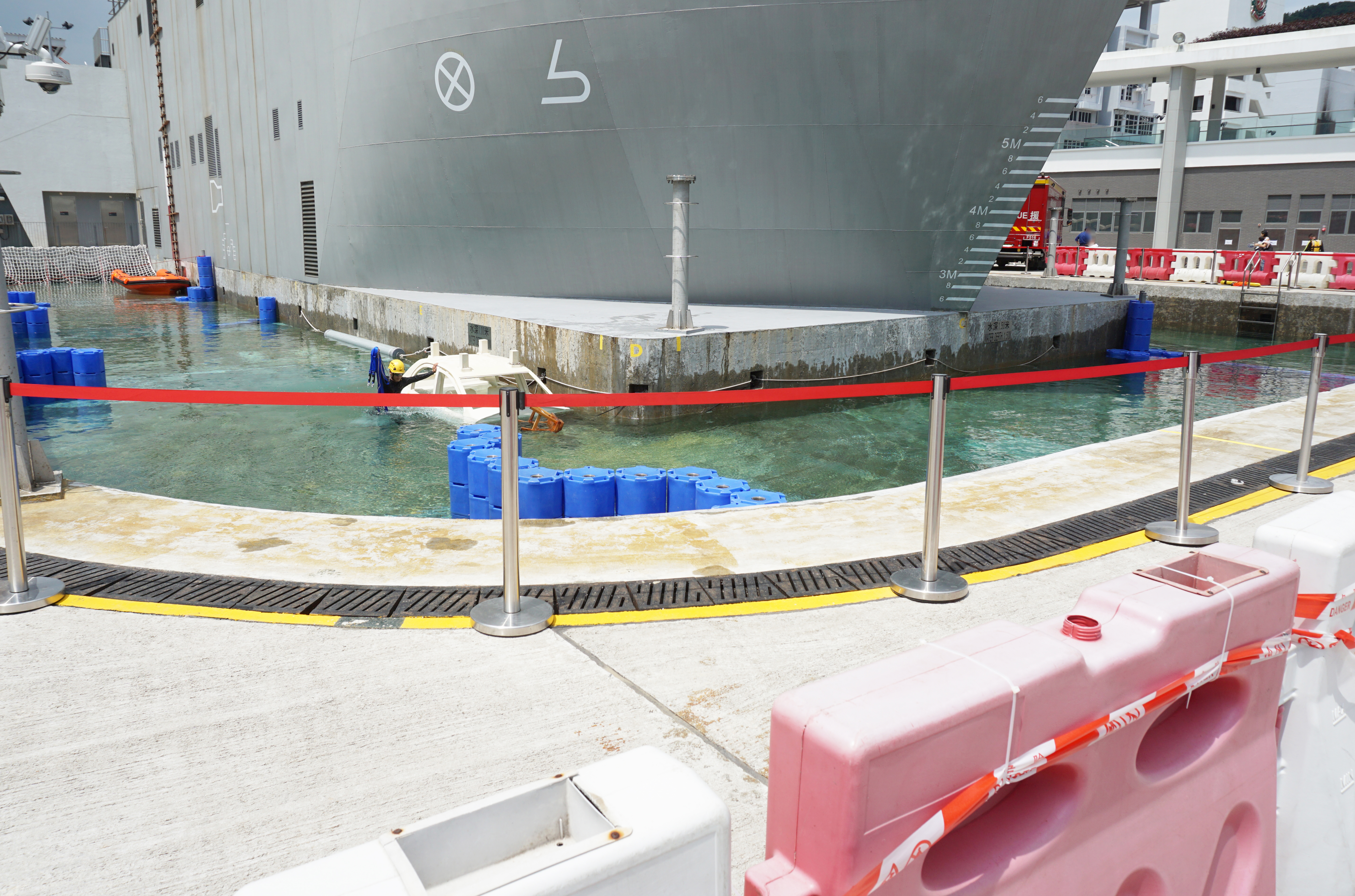
水上事故訓練場的水道

- 模擬船隻事故訓練設施：可以模擬船隻事故火災場景，如發動機、發電機及船艙火災等。上述訓練設施主要包括一艘模擬6層甲板高的船隻，最低兩層為模擬貨船、另外4層為模擬郵輪。模擬船隻包括了船艙、發動機、鍋爐、高壓蒸汽及熱油管道等，能夠提供不同場景予學習人員訓練。
  - 模擬水上拯救訓練設施：上述訓練設施包括一條模擬露天河道，環繞模擬船隻事故訓練設施，設有人造急流效果，可以加強學習人員於急流拯救上的技術和應變能力。
- 模擬油庫事故訓練設施：可以提高學習人員在處理油庫火警的整體滅火技術以及學習如何防止油庫火災蔓延。
  - 模擬石油氣貯存缸訓練設施：學習人員可以學習處理石油氣儲存罐內因為壓力迅速增加而可能引致爆炸及破裂的事故的技巧，學習人員可以學習如何作出適當的反應以防止沸騰液體擴展至蒸汽爆炸的發生。
- 模擬加油及加氣站訓練設施：加強學習人員於止漏技術及使用化學泡劑的能力[13][14]。

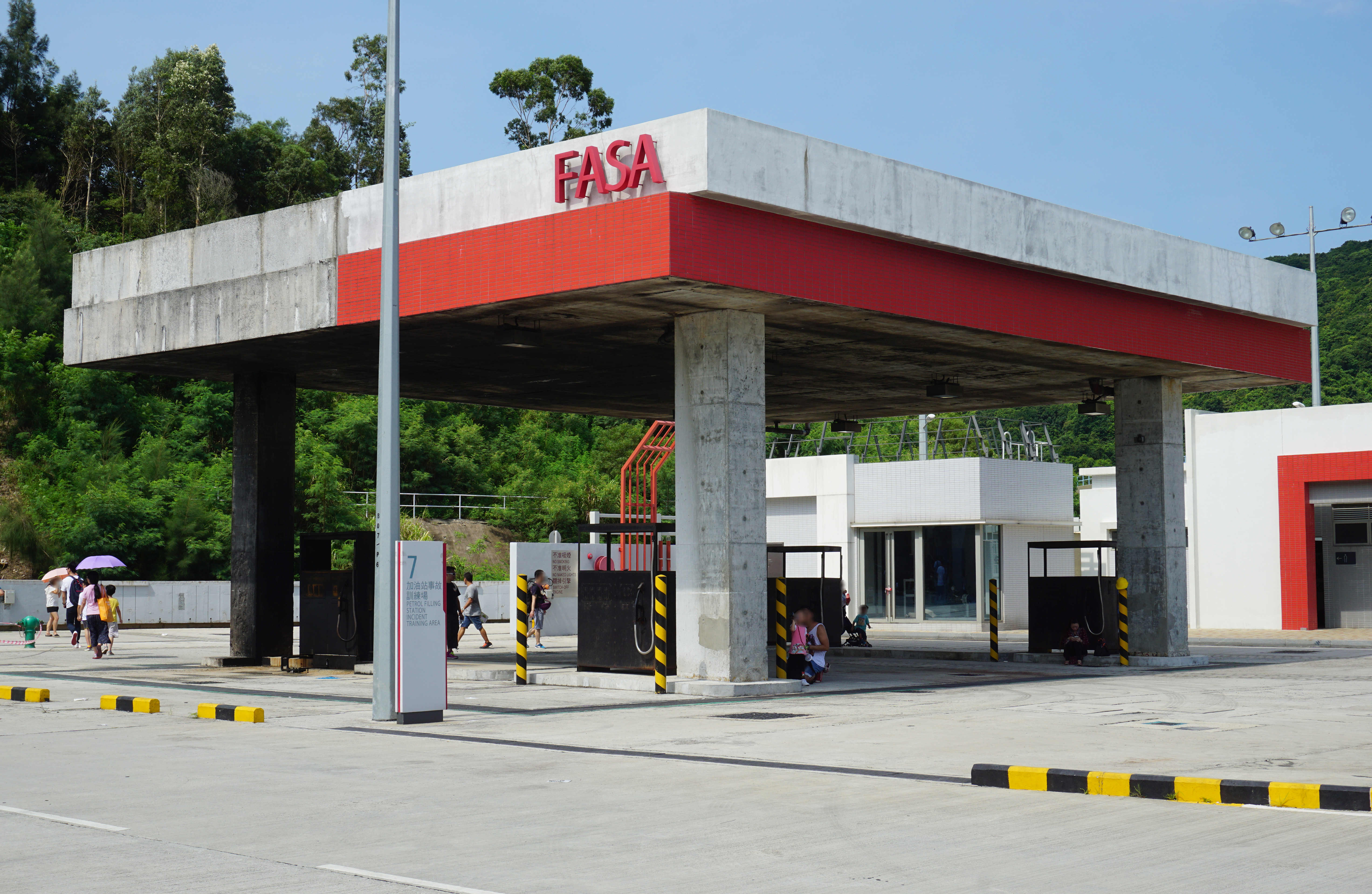
加油站事故訓練場
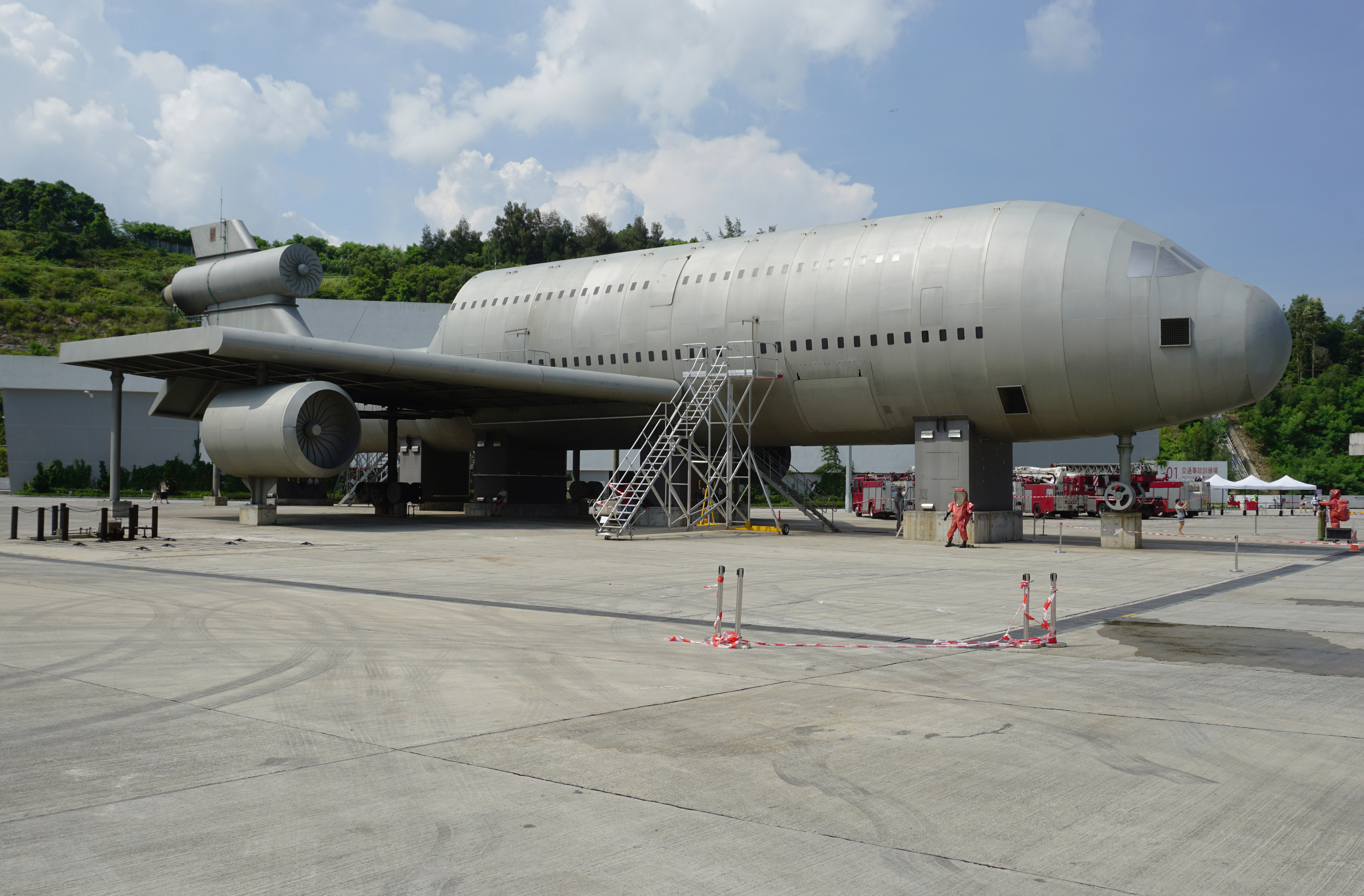
飛機事故訓練場的模擬飛機
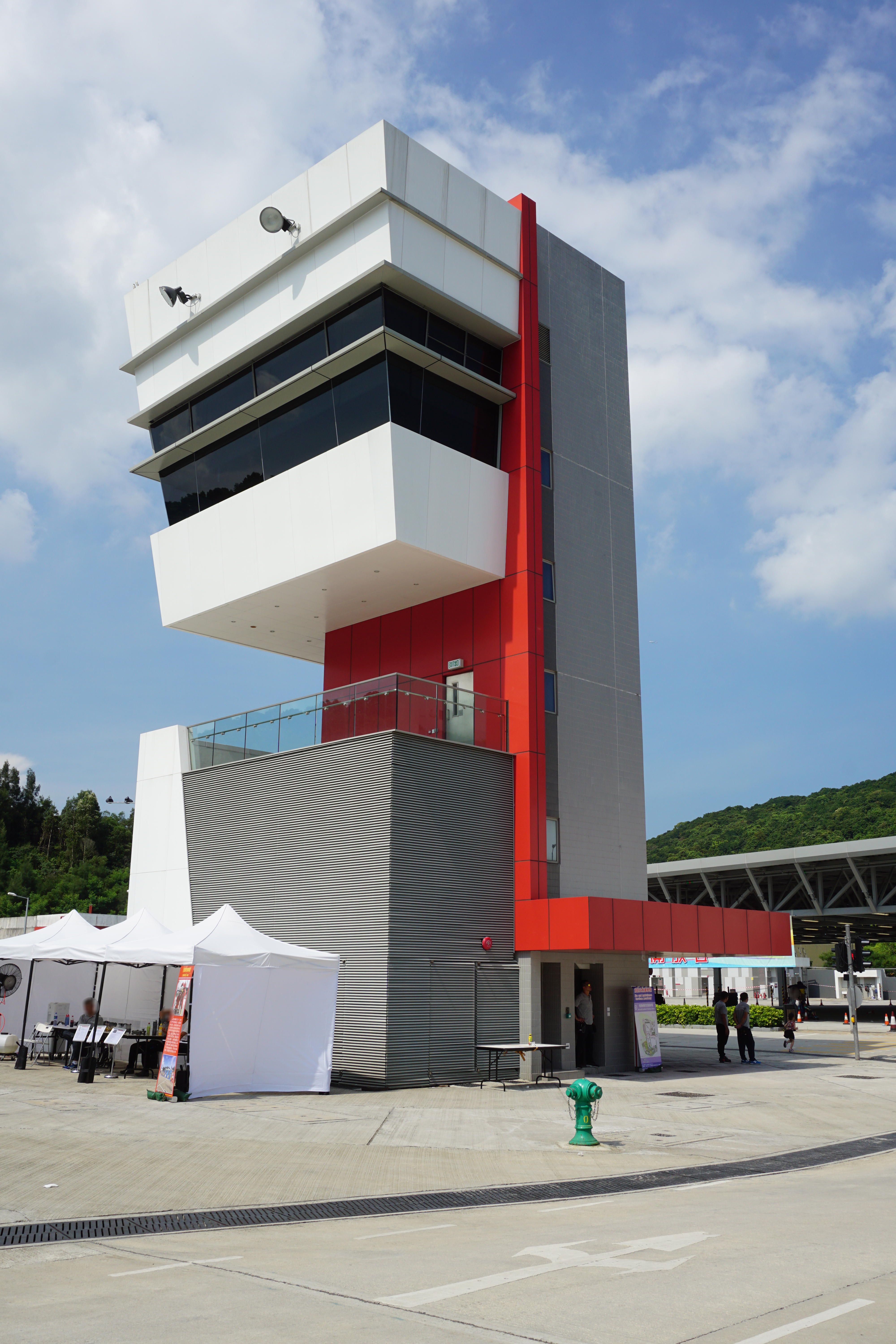
模擬航空管制塔

- 模擬飛機事故訓練設施：
- 模擬化工廠訓練設施：

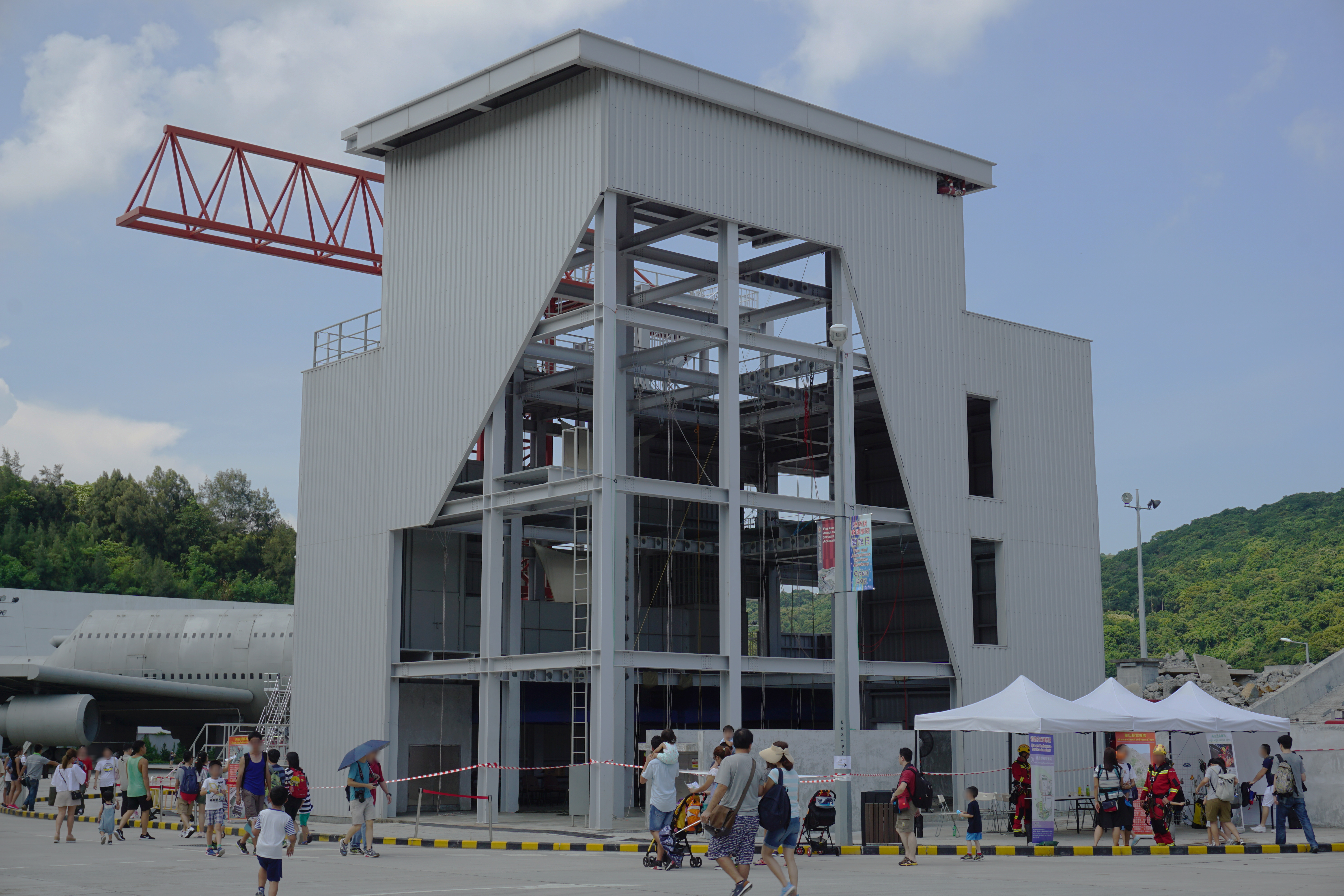
特種救援訓練場的模擬化工廠

- 模擬塔式起重機事故訓練設施：
- 坍塌搜救訓練區：可以加強坍塌搜救專隊在坍塌環境搜索及拯救及在密閉場地（包括地下管道）搜索及拯救等進階密集式的訓練程度[15][16]。

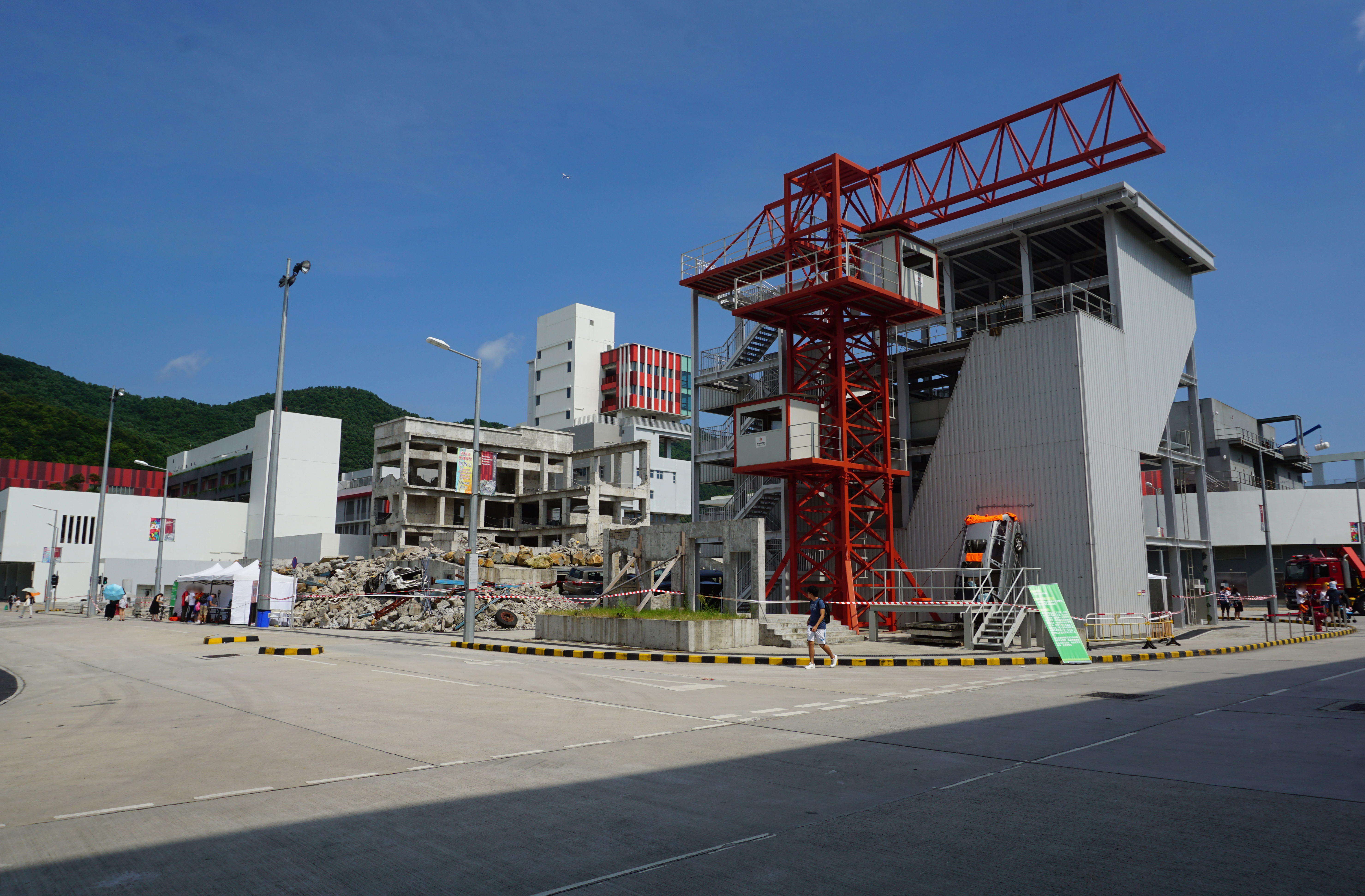
坍塌搜救訓練場（左）及模擬塔式起重機（右）
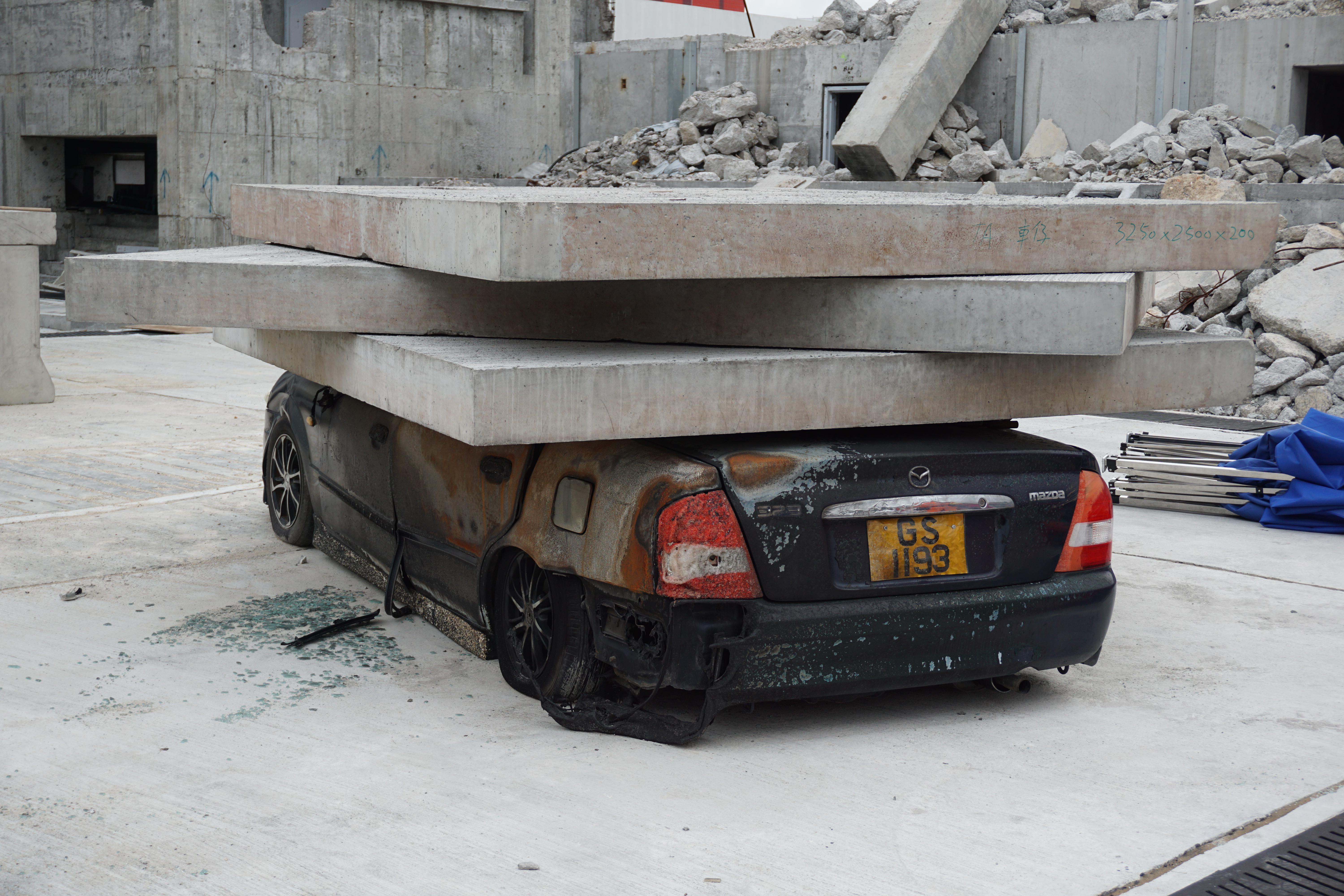
模擬汽車被水泥板壓毀

### 駕駛訓練中心
- 講學室
- 模擬駕駛訓練室
- 車輛配件貯存室
- 室外駕駛訓練場

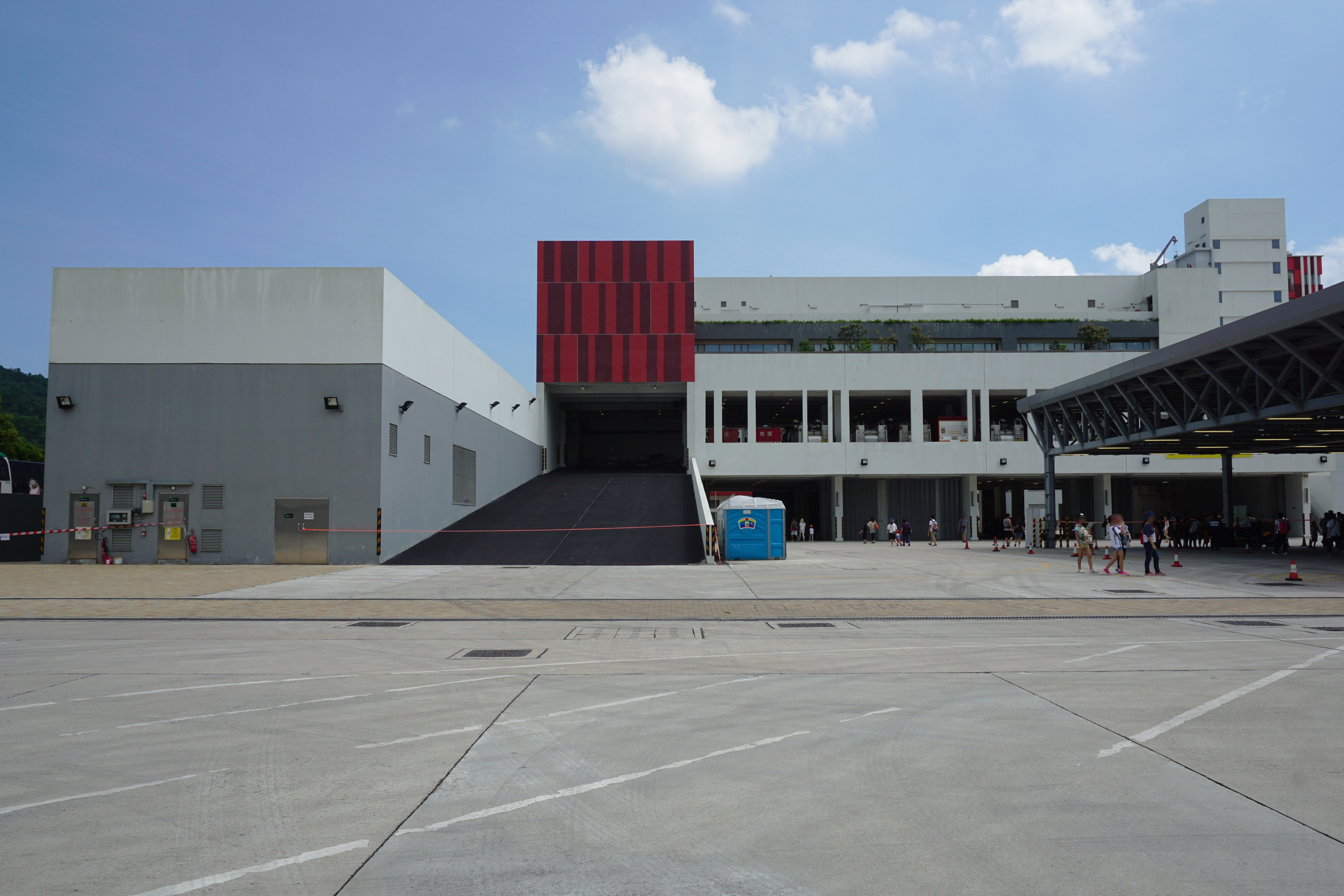
駕駛訓練中心
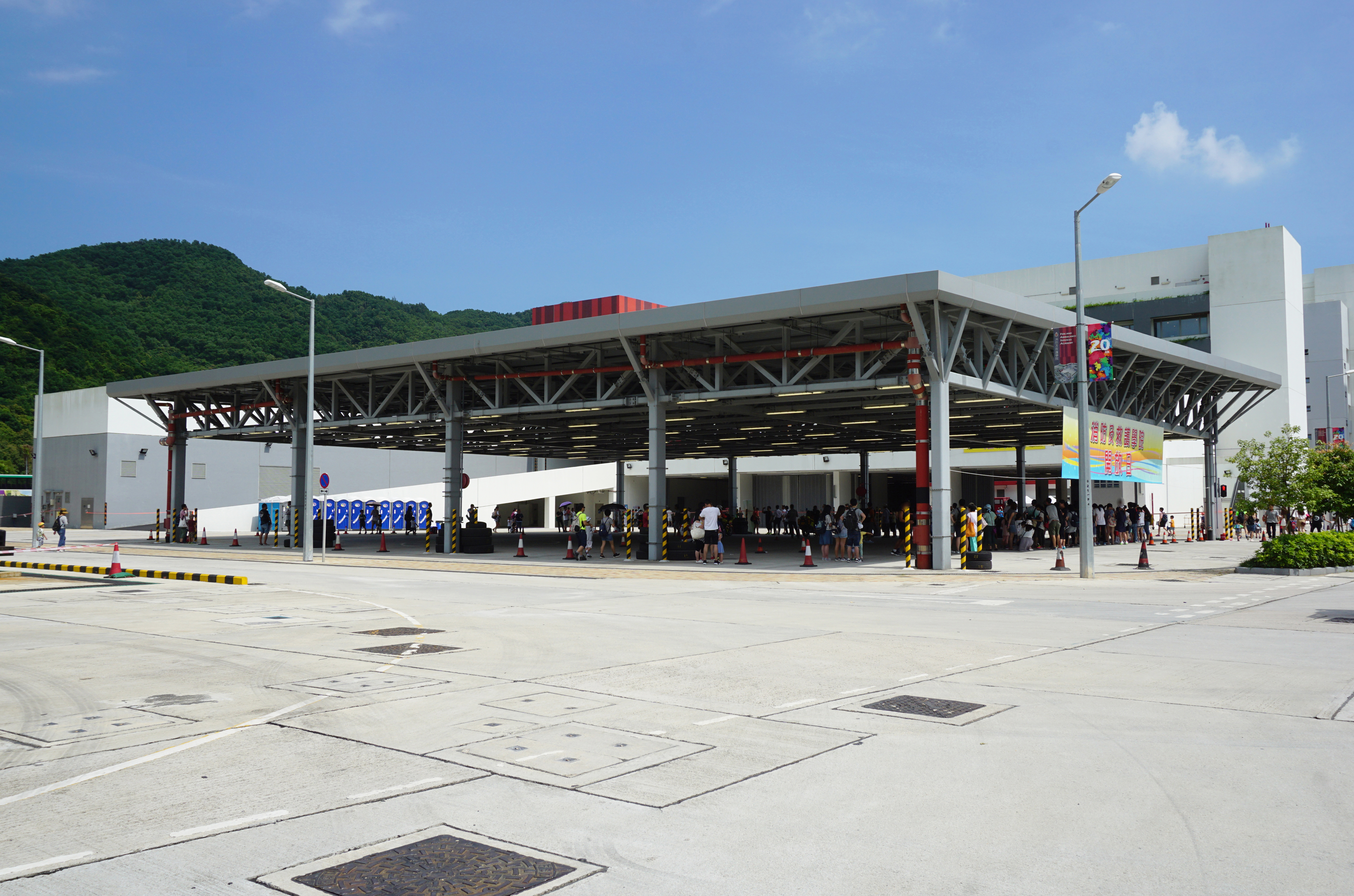
駕駛訓練場

### 其他支援設施
- 車房

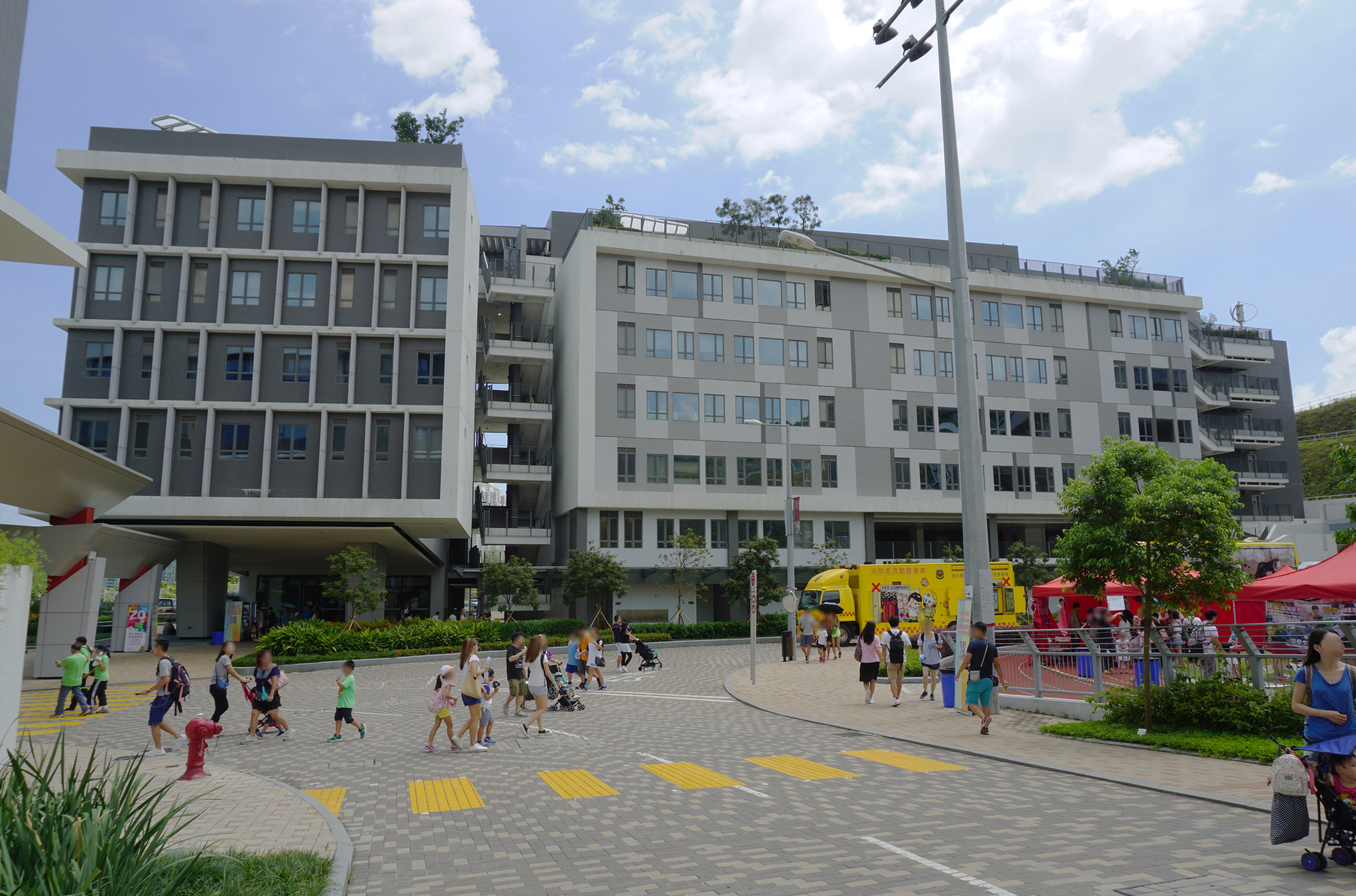
宿舍

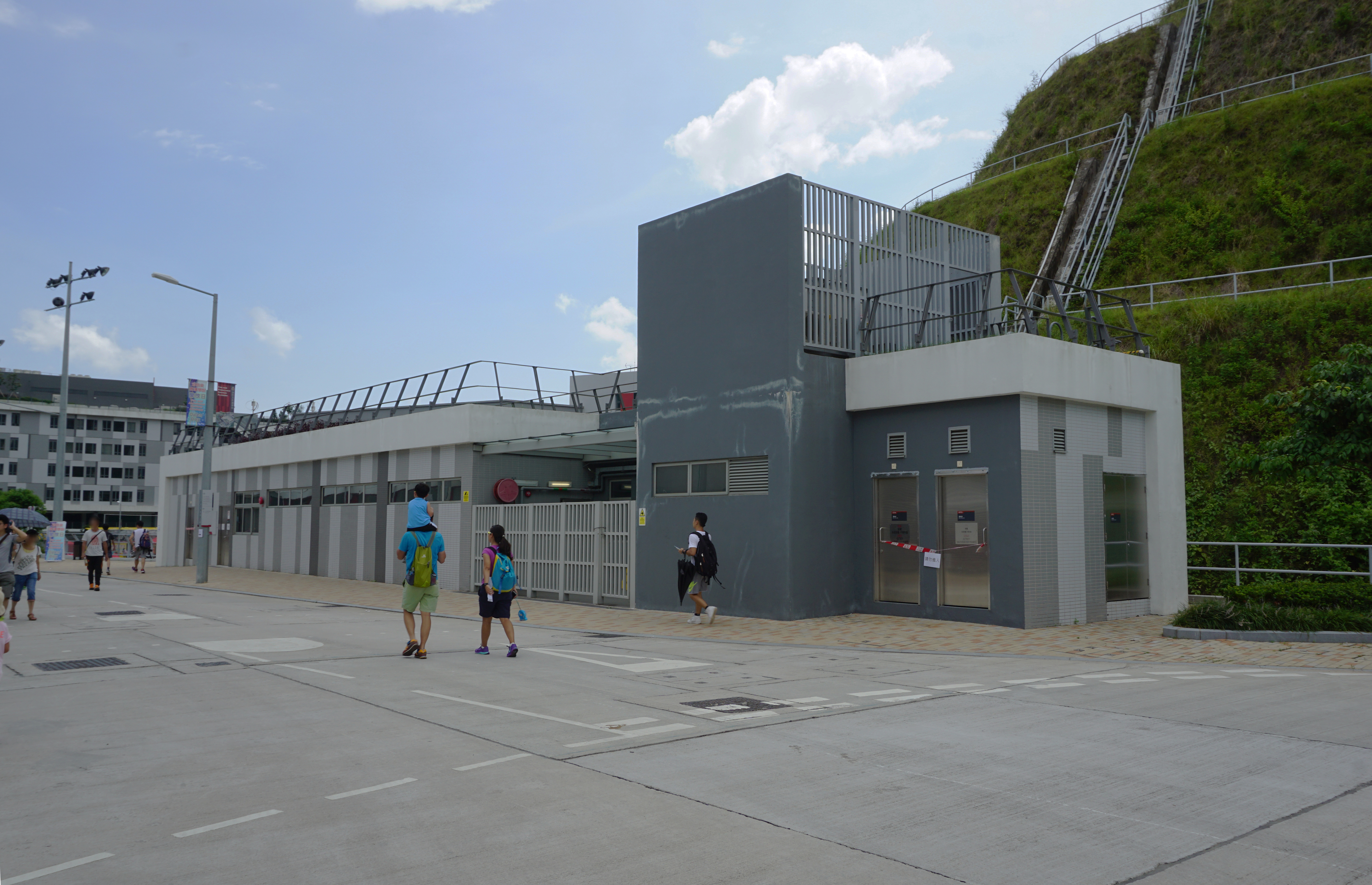
犬房

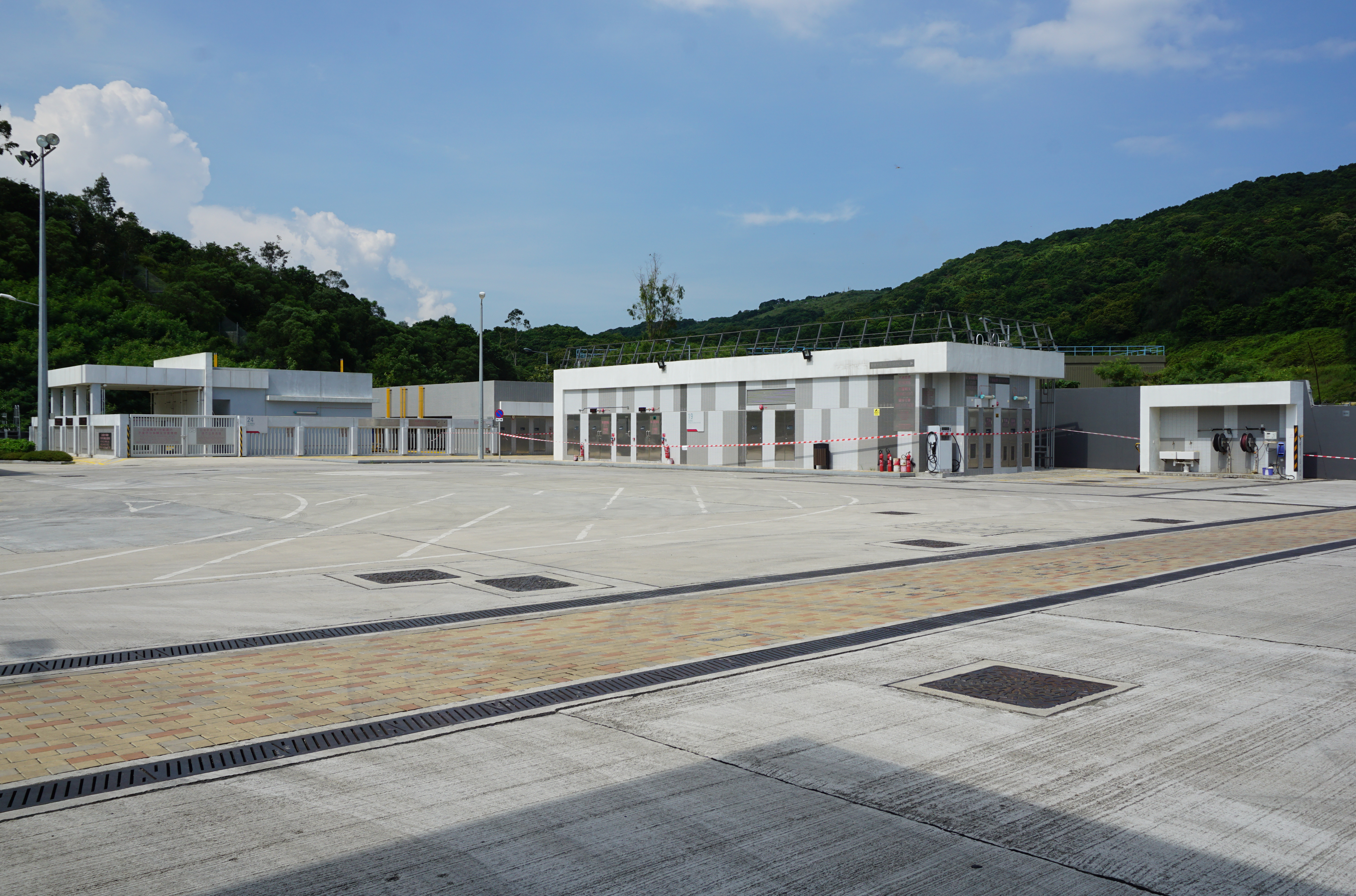
石油氣缸及加油站

- 貯物室：用以存放後備輪胎及清潔車輛的工具及用品等。
- 俱有526個床位的宿舍
- 職員候命室
- 飯堂
- 廚房
- 廚房貯物室
- 急救室
- 洗手間
- 淋浴間
- 更衣室
- 洗衣房
- 乾衣房
- 制服室
- 搜救犬犬房
- 貯存室
  - 消防器具貯存室
  - 危險品倉
  - 伺服器室
  - 機房
- 車房
- 停車場
- 洗車處
- 加油站
- 抽煙及淨氣設備
- 管理處
- 接待處

### 消防及救護教育中心暨博物館
消防教育中心位於消防及救護學院南面入口：
- 多媒體互動滅火訓練系統
- 互動資訊設施

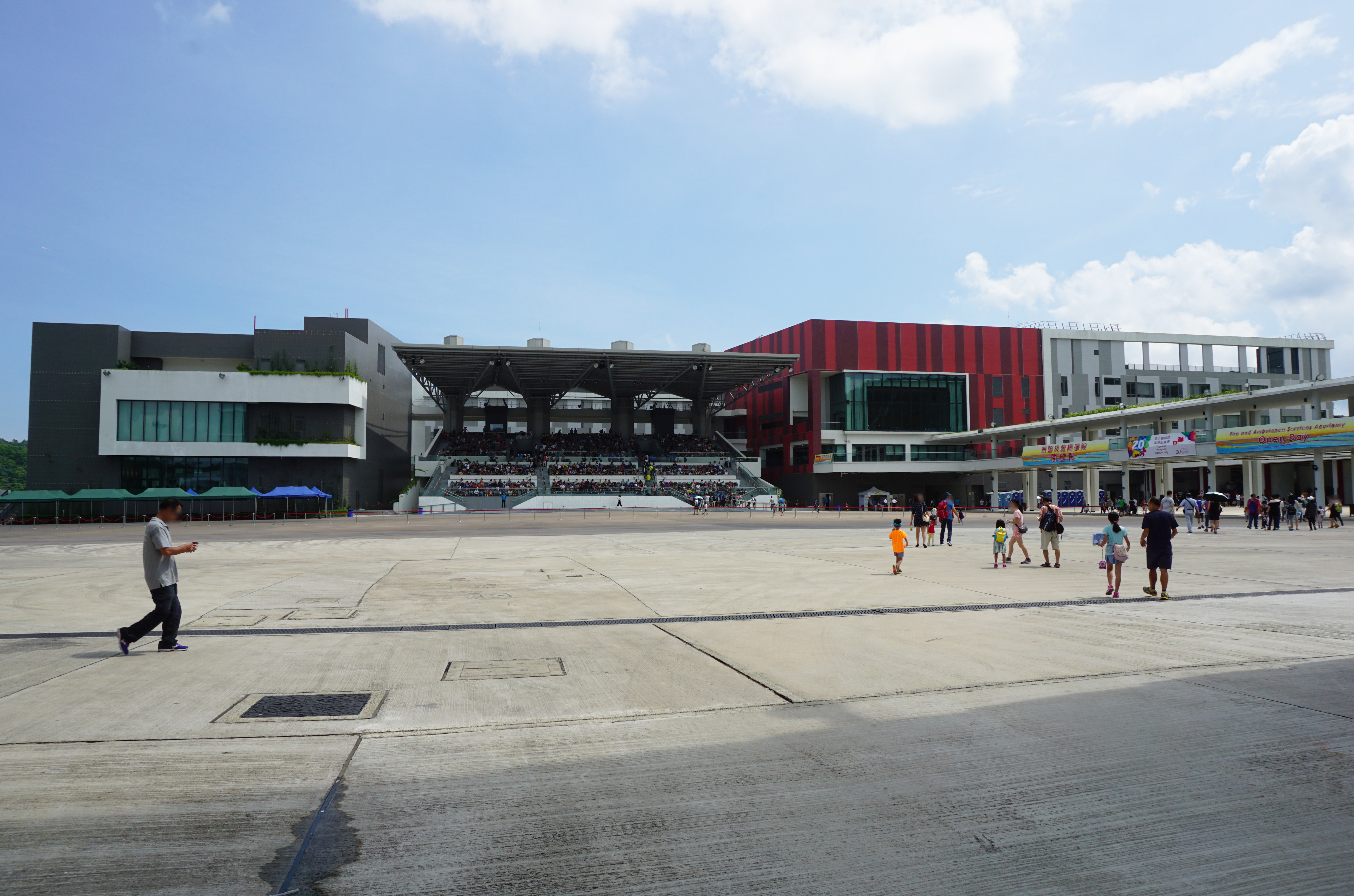
左起為消防及救護教育中心暨博物館、看台、教學大樓

- 小型展覽館：原定為模擬地震設施，後來由於有個別委員關注其需要性，消防處後來同意基於香港有地震的機會不大，是故作出相關調整。將原定位置更改為小型展覽館，向參觀的學校和公眾團體介紹該香港消防處的歷史及發展，包括展示一些不同年代的消防制服、消防車輛、消防安全裝置、裝備及工具等[17]。
- 基本急救及心肺復甦法訓練室[18][19][20][21][22][23][24]
- 火場逃生體驗區
- 滅火體驗區[25]
- 消防設備操作區[26]

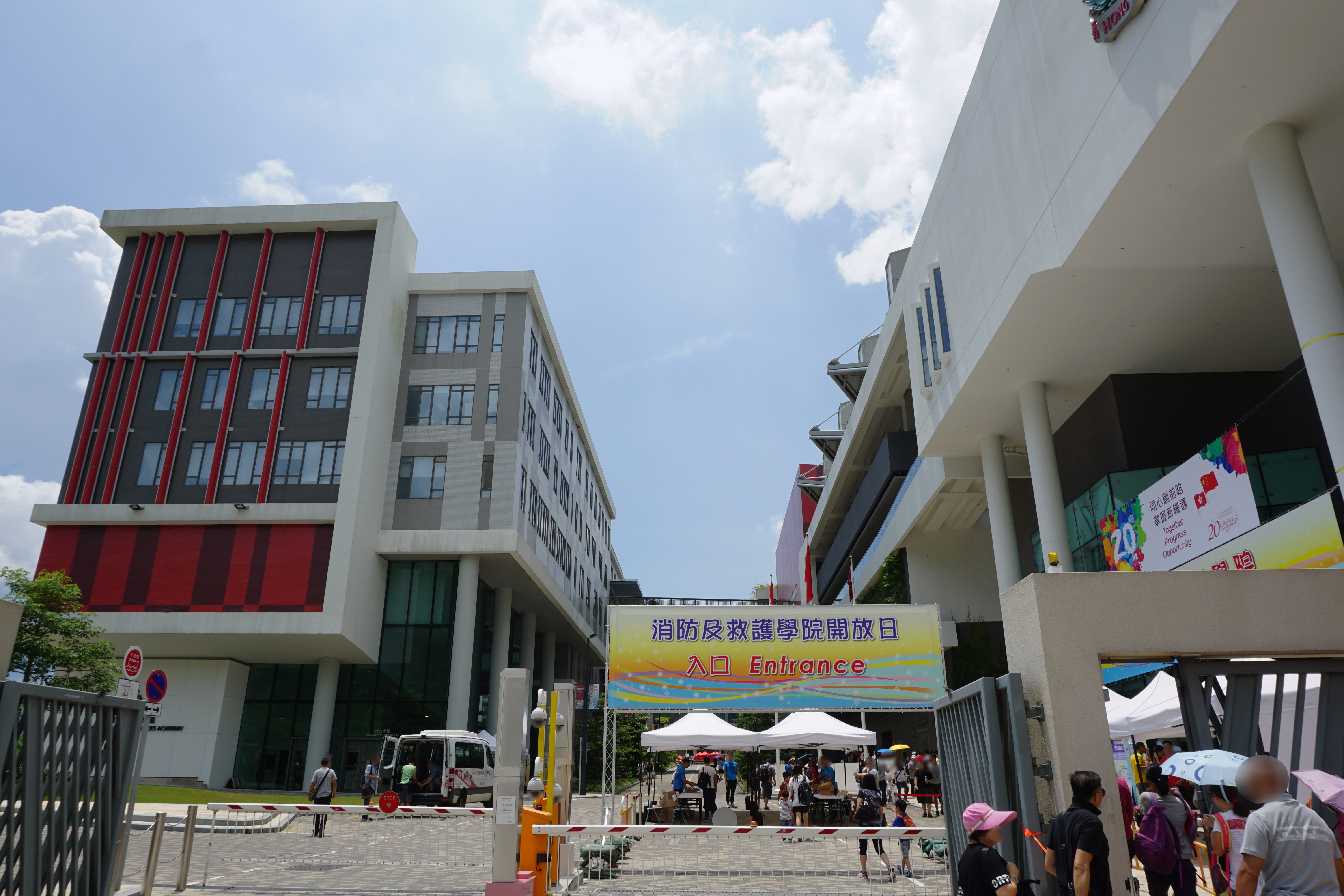
消防及救護學院南面入口
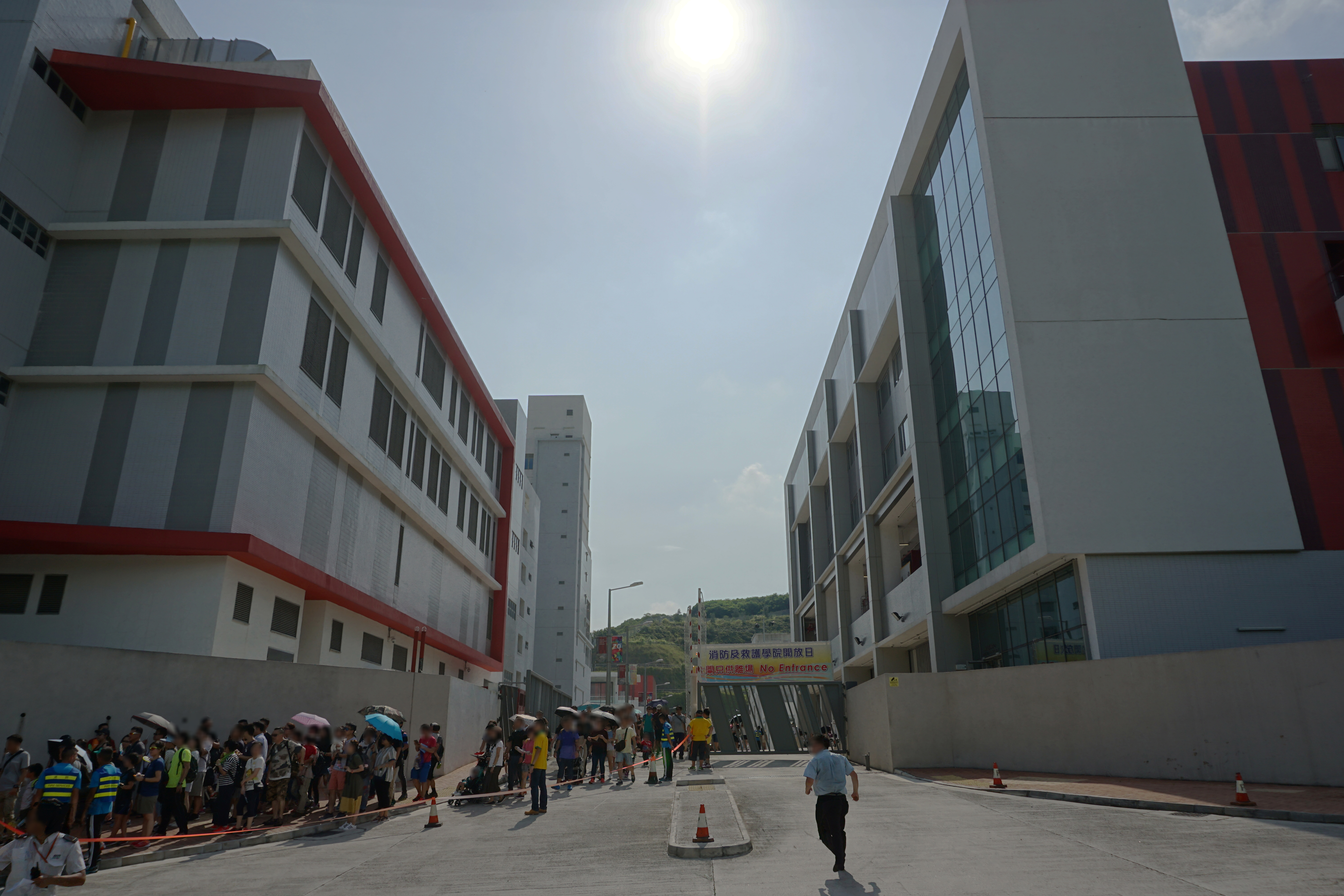
消防及救護學院北面入口
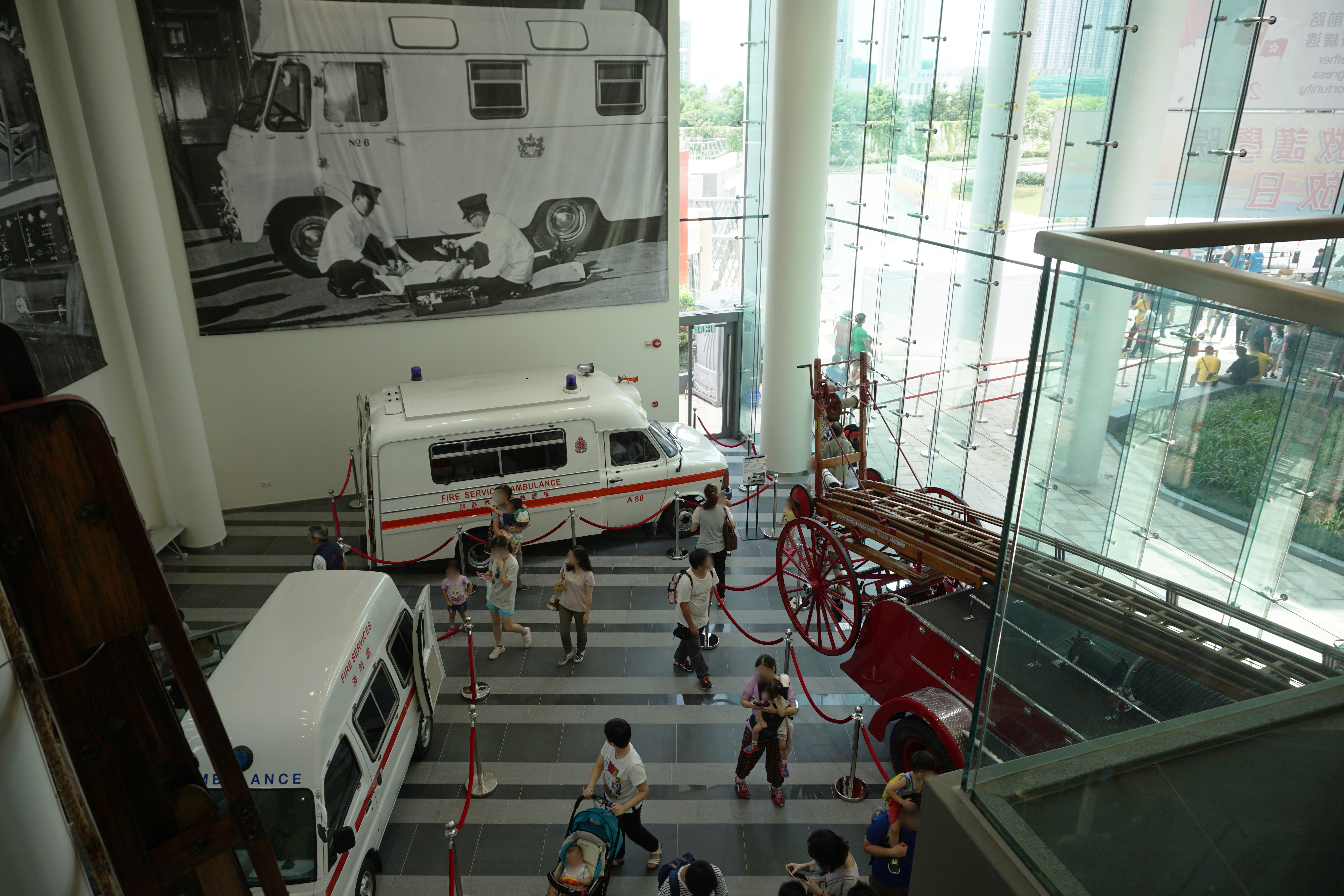
地下車輛展覽區
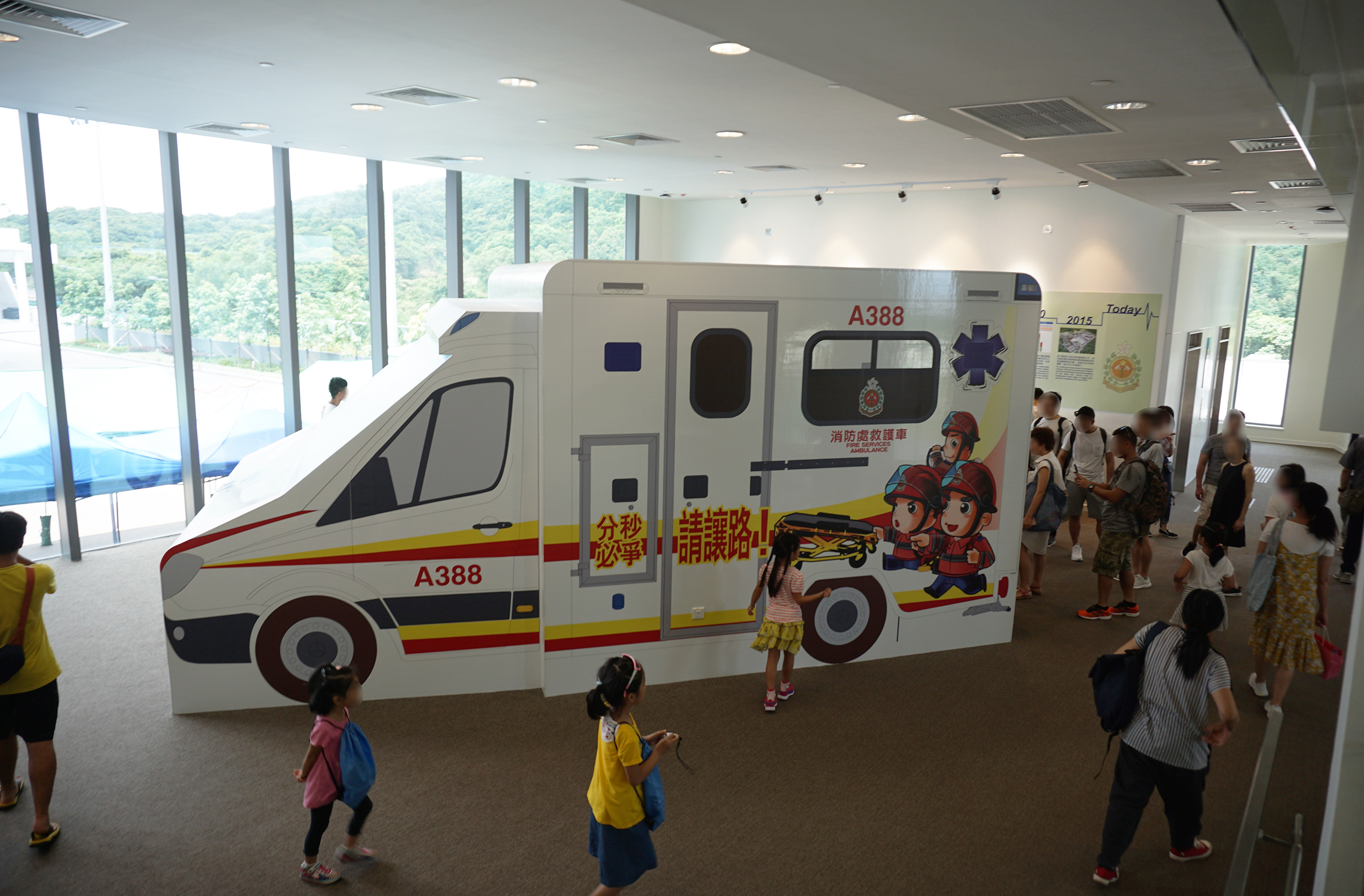
1樓救護服務展覽區
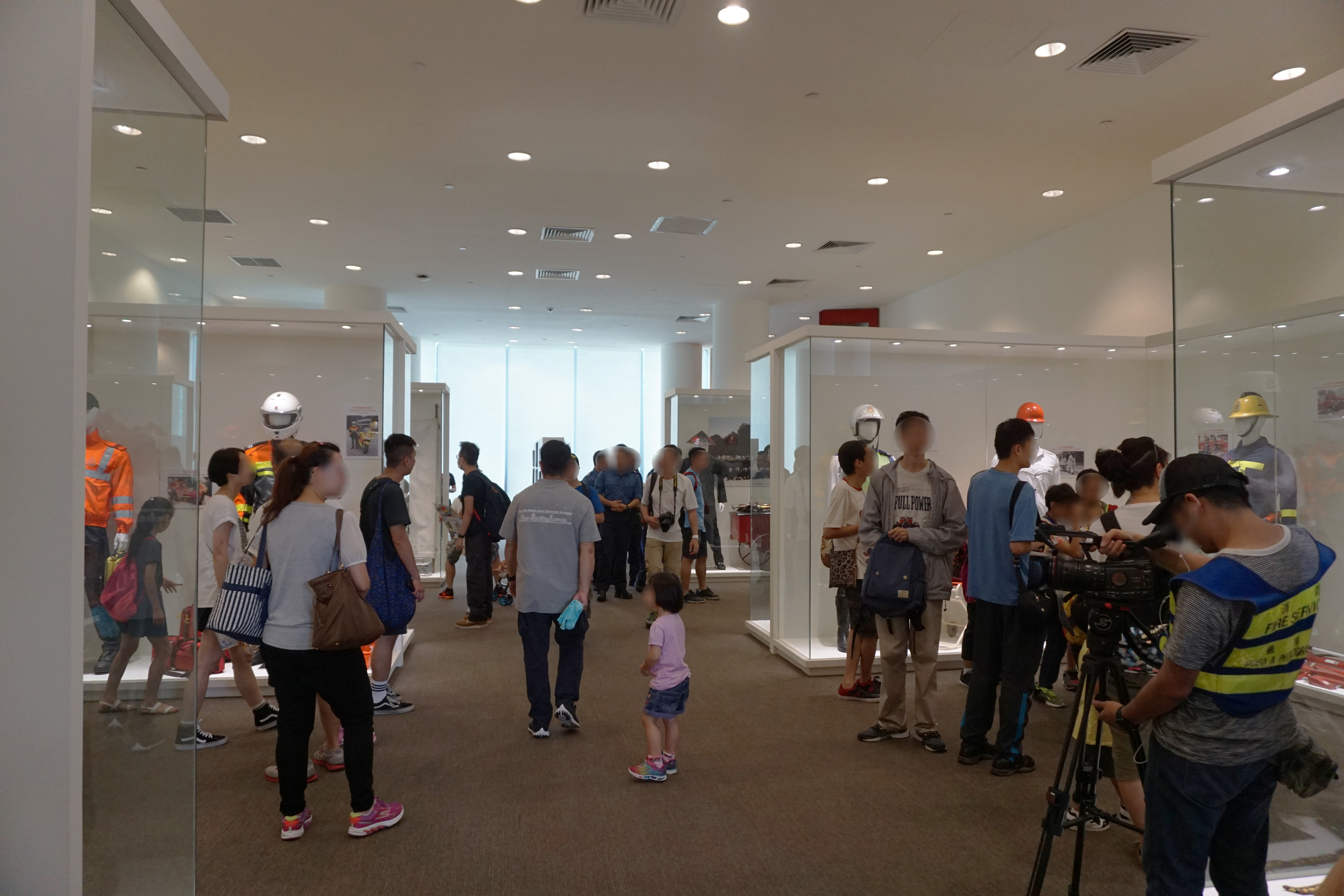
2樓制服及工具展覽區

## 批評
學院與附近私人住宅雖有小山阻隔，但只有300多米距離。2017年5月媒體報道有居民投訴不時有煙味由學院飄出到附近住宅，到晚上因學院進行操練，操場的燈光太強勁，而影響居民作息。環保署表示已要求消防處暫時停止實火訓練。前線消防員對事件感到無奈。

## 以消防及救護學院為題的作品

### 電視劇
- 火速救兵
- 火速救兵IV
- 跳躍生命線